# بايثون (لغة برمجة)
بايثون (بالإنجليزية: Python) لغةُ برمجة، عالية المستوى، سهلة التعلم، مفتوحة المصدر، وَسُوعة، كائنية البرمجة، مُفسَّرة، متنوعة الاستعمالات؛ فهي منتشرة في مجالات كثيرة: كبناء البرامج المستقلة بالواجهات الرسومية، وكتطبيقات الوِب، وتُستعمَل لغةَ برمجةٍ نصية تُدير كثيرًا من البرمجيات مثل: بلندر. فهي سواءٌ في إنشاء البرامج الميسَّرة للمبتدئين، وفي المشروعات الضخمة. يُنصَح أكثر مبتدئي البرمجة بتعلمها؛ فهي من أسرع لغات البرمجة تعلماً.
طوَّرها جايدو فان روسم في معهد الرياضيات والمعلوماتية الهولندي (CWI) بمدينة أمستردام في أواخر ثمانينيَّات القرن العشرين، وكان أول إعلان لها سنةَ 1991 م. كُتبت نواة بلغة سي. سمًّاها روسم «بايثون» على لغته؛ إعجابًا منه بفِرقَة مسرحية هزْلية بريطانيَّة معروفة، كانت تسمي نفسها مونتي بايثون.
وتتميز بايثون بمجتمعها النشيط، وبكثير من المكتبات البرمجية الخاصة لناسٍ من ذلك المجتمع؛ كمكتبة باي جَيْم، التي فيها دوالُّ تُبرمَج بها الألعاب. وكذلك قواعد البيانات، منها: ماي إس كيو إل.
وفيها أنماط برمجة: التوجيه الكائني، وجانبية التوجيه، والوظيفية. وقد تُستعمل بايثون للبرمجة نصية مثل كثيرٍ من لغات البرمجة الديناميكية. ولبايثون نموذجٌ مُتاح التطوير، قائم على مجتمعها من المبرمجين، تدعمه مؤسسة برمجيات بايثون. التي تحفَظ للغة تعريفها في التنفيذ المرجعي لسي بايثون.

## أصل التسمية
اشتق اسم بايثون من الفرقة الكوميدية البريطانية مونتي بايثون نتيجة لتأثر فان روسم بمشاهدة عروضها أثناء عمله على تطوير اللغة. تظهر مونتي بايثون من حين لآخر في شيفرة بايثون البرمجية وثقافتها. على سبيل المثال، السبام والبيض هي المتغيرات ما وراء البنية الأكثر شيوعاً في أدب لغة بايثون عوض متغير فو وبار التقليدي. يلاحظ أيضًا أن وثائق بايثون الرسمية تحيل إلى المشاهد القصيرة التي قدمتها فرقة مونتي بايثون.
تستخدم البادئة باي- (بالإنجليزية: Py-) للإشارة إلى أي شيء مُتعلِّق بهذه اللغة. على سبيل المثال، تنفيذات بايثون ومكتباتها مثل باي جايم  ربط برمجي لإس دي ال ببايثون، باي كيوت وباي جتك اللذان يربطان كلاً من كيوت وجتك ببايثون.

## نبذة تاريخية

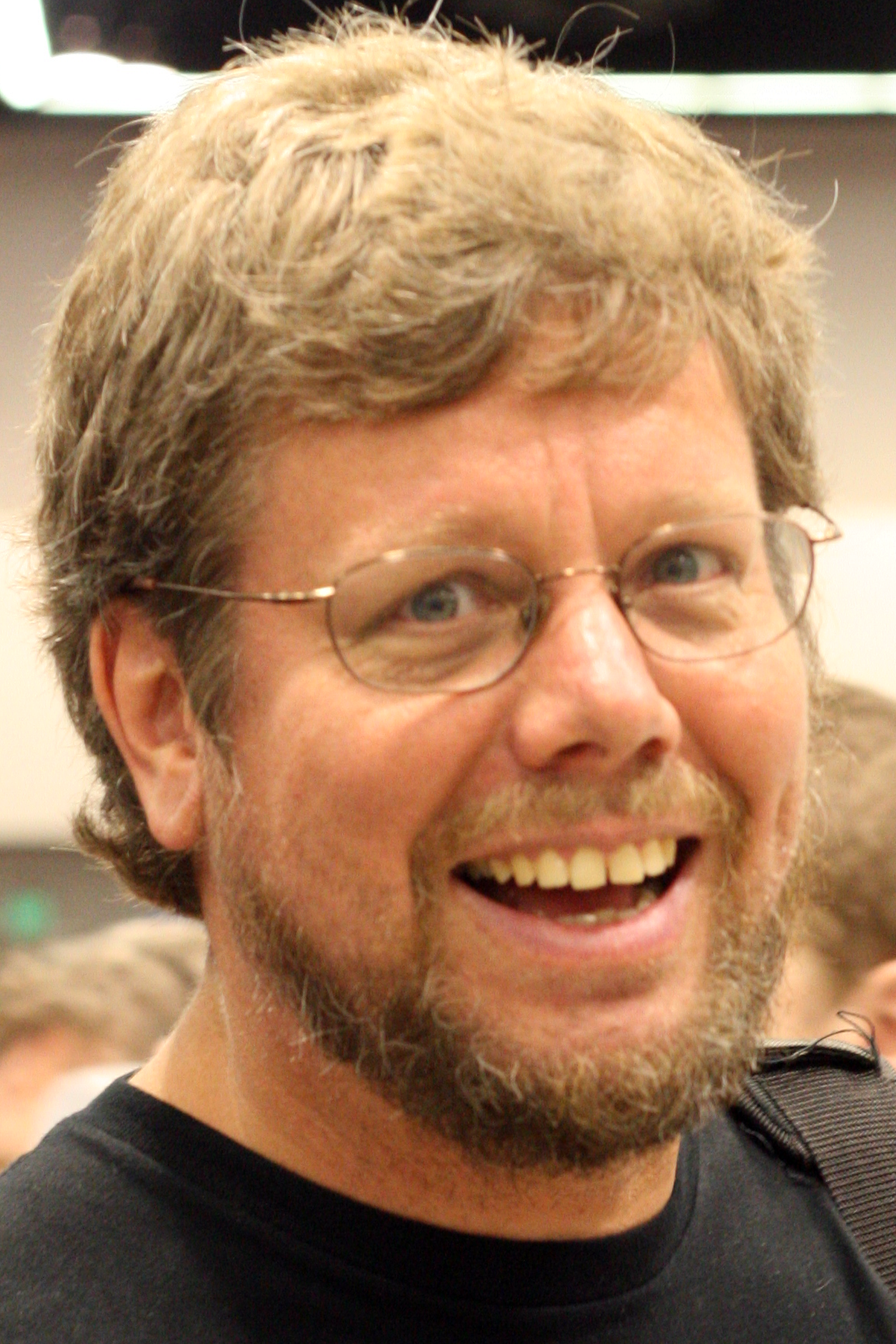
جايدو فان روسم في مؤتمر أوسكون 2006

بدأ التفكير في إنشاء لغة بايثون أواخر الثمانينيات من القرن العشرين من طرف جايدو فان روسم في معهد الرياضيات والمعلوماتية بهولندا كخليفة للغة البرمجة اي بي سي (والتي بدورها مستوحاة من سيتل). وأرادوا منها أن تكون قادرة على معالجة الحالات الاستثنائية والتفاعل مع نظام التشغيل أميبا. بالمقابل، لم يبدأ تنفيذ الفكرة حتى ديسمبر 1989.
تحمّل فان روسم مسؤولية إدارة المشروع منفردًا، وذلك بصفته المطور الرئيسي، حتى 12 يوليو 2018، عندما أعلن عن «إجازته الدائمة» من مسؤولياته كدكتاتور بايثون الخيري لمدى الحياة، وهو اللقب الذي منحه له مجتمع بايثون ليعكس التزامه طويل الأمد بصفته صانع القرار الرئيسي للمشروع. وهو يشارك الآن في القيادة عضوًا في مجلس التوجيه المكون من خمسة أشخاص.
أُصدرت النسخة الثانية من بايثون (بايثون 2.0) في 16 أكتوبر 2000 مع العديد من الميزات الجديدة الرئيسية، بما في ذلك تحديد دوري (حلقي) وجامع القمامة ودعم يونيكود.
أُصدرت النسخة الثالثة من بايثون (بايثون 3.0) في 3 ديسمبر 2008.وكانت مراجعة رئيسية للغة لكنها ليست متوافقة بالكامل مع الإصدارات السابقة. من ميزاتها الرئيسية: الحمل العكسي في سلاسل إصدار بايثون 2.6.x  و2.7.x. تتضمن إصدارات بايثون 3 وظيفة 2to3، التي تعمل تلقائيًا (جزئيًا على الأقل) على ترجمة كود (التعليمات البرمجية) بايثون 2 إلى بايثون 3.
حددت نهاية صلاحية بايثون 2.7 في البداية عام 2015 ثم أُجل إلى عام 2020 خشية عدم إمكانية نقل مجموعة كبيرة من التعليمات البرمجية الموجودة بسهولة إلى بايثون 3.
في يناير 2019، انتخبت نواة بايثون النشطة من المطورين بريت كانون، نيك كوغلان، باري وارسو، كارول فايلينغ وفان روسم لتشكيل الأعضاء الخمسة «للمجلس التوجيهي» لقيادة المشروع.

## مميزات بايثون
تعد بايثون لغة برمجية سهلة نسبيًّا بالمقارنة مع جافا وسي++ إضافة إلى أنها لغة برمجة متعددة الأنماط الفكرية (برمجة متعددة البرادايم). تدعم البرمجة كائنية التوجه والبرمجة المهيكلة دعمًا كاملًا، كما تدعم بايثون البرمجة الوظيفية والبرمجة جانبية المنحى (بما في ذلك عن طريق البرمجة الوصفية والكائنات الوصفية «خاصةً الطرق»). يمكنها أيضًا دعم العديد من الأنماط الفكرية الأخرى عن طريق الامتدادات، بما في ذلك التصميم بالعقود والبرمجة المنطقية.

### دعم للبرمجة الوظيفية
زيادة على ذلك، فتصميم بايثون يقدم بعض الدعم للبرمجة الوظيفية في تقاليد ليسب. فلدى بايثون وظائف (دوال) filter، reduce، map. كما تتوفر على اشتمال القائمة والقواميس والمجموعات وتعبيرات المولد. تحتوي المكتبة القياسية على وحدتين (itertools وfunctools) التي تنفذ أدوات وظيفية مستعارة من هاسكل وإم أل المعيارية.

### سهلةالتعلم
تعتبر بايثون لغة سهلة للغاية لتبدأ بها في تعلم البرمجة. بايثون تحتوي تراكيب سهلة بشكل غير معتاد، كما سبق ذكره. فبايثون تسعى جاهدة إلى بناء قواعد نحوية أبسط وأقل تشويشًا مع منح المطورين خيارًا في منهجية البرمجة الخاصة بهم. على النقيض من شعار بيرل «هناك أكثر من طريقة للقيام بذلك»، فإن بايثون تتخذ الشعار «يجب -ويفضل- أن تكون هناك طريقة واحدة واضحة للقيام بذلك» فلسفةً للتصميم. كتب أليكس مارتيلي، وهو زميل في مؤسسة بايثون للبرمجيات ومؤلف كتاب «بايثون»، أن «وصف شيء ما بأنه 'ذكي' لا يعتبر مجاملة في ثقافة بايثون».

### حرة ومفتوحة المصدر
بايثون هي مثال على البرمجيات الحرة مفتوحة المصدر. بعبارات بسيطة، يمكنك بحرية توزيع نسخ من هذه البرمجيات، وقراءة الشيفرة (الكود) المصدرية، والقيام ببعض التغييرات عليها واستخدام أجزاء منها في برمجيات حرة جديدة، فالبرمجيات الحرة تقوم على مبدأ المجتمع الذي يتشارك المعرفة.

### لغة برمجة عالية المستوى
عند تطوير البرامج ببايثون، لا داعي للاهتمام بالتفاصيل دقيقة المستوى مثل إدارة الذاكرة التي يستخدمها البايثون؛ فبايثون تستخدم نظام أنواع ديناميكيًّا ومزيجًا من التحديد الحلقي ومجمع القمامة والمحدد الحلقي (الدوري) لإدارة الذاكرة. كما تتميز أيضًا بتحليل الاسم الديناميكي (الربط المتأخر)، والذي يربط الطريقة وأسماء المتغيرات أثناء تنفيذ البرنامج.

### محمولة
نظرا لطبيعتها البرمجية مفتوحة المصدر، فهي تعمل في العديد من المنصات. كل ما يكتب من برامج بايثون يمكن أن يعمل على أي من هذه المنصات دون أن يتطلب ذلك أي تغييرات على الإطلاق إذا كانت دقيقة بما فيه الكفاية لتجنب أي خصائص تعتمد على نظام بعينه.
يمكن استخدام بايثون على لينكس، ويندوز، فري بي ‌إس ‌دي، ماكينتوش، سولاريس، أو إس/2، أندرويد. والعديد من أنظمة التشغيل الأخرى.

### كائنية التوجه
تدعم بايثون البرمجة الإجرائية وكذلك البرمجة الكائنية. في اللغات إجرائية التوجه، يتمحور البرنامج حول الإجراءات أو الدوال التي ليست سوى قطع من البرامج يمكن إعادة استخدامها. وفي اللغات كائنية التوجه، يتمحور البرنامج حول الكائنات التي تجمع بين البيانات والوظائف (الطرق). وبايثون لغة قوية جدًّا وأيضًا تبسيطية للقيام بالبرمجة الكائنية خاصة عند مقارنتها بلغات مثل سي++ أو جافا.

### قابلة للامتداد
بدلاً من دمج جميع وظائفها (طرقها) في نواتها، صممت بايثون لتكون قابلة للامتداد بدرجة كبيرة. هذه الوحدة النمطية المدمجة جعلتها شائعة بشكل خاص كوسيلة لإضافة واجهات قابلة للبرمجة إلى التطبيقات الحالية. تنبأت رؤية فان روسم للغة أساسية صغيرة مع مكتبة قياسية كبيرة ومترجمة (مجمّعة) قابلة للتوسيع بسهولة مستفيدة من أخطاء آي بي سي، التي تبنت النهج المعاكس.

## فلسفة بايثون
لخصت فلسفة اللغة الأساسية في وثيقة زن بايثون (بيب 20)، والتي تتضمن حِكمًا مثل:
- الجميل أفضل من القبيح.
- الصريح أفضل من الضمني.
- البسيط أفضل من المُركّب.
- المُركّب أفضل من المعقد.
- قابلية القراءة مهمة.

يسعى مطورو بايثون جاهدين لتجنب التحسين السابق لأوانه، ويرفضون التصحيحات للأجزاء غير الحرجة من تطبيق (تنفيذ) سي بايثون المرجعي الذي من شأنه أن يوفر زيادات هامشية في السرعة على حساب الوضوح. فعندما تكون السرعة مهمة، يمكن لمبرمج بايثون نقل الوظائف (الدوال) الحساسة زمنياً إلى نماذج التمديد المكتوبة بلغات مثل سي، أو باستخدام باي باي، وهو مترجم (مجمّع) آنيّ. سييثون متاح أيضًا، والذي يترجم نص بايثون لنص بلغة سي ويقوم بإجراء استدعاءات واجهة برمجة التطبيقات (API) مباشرة على مستوى اللغة سي إلى مفسر بايثون.
أحد الأهداف المهمة لمطوري بايثون هو الحفاظ على المتعة في الاستخدام. ينعكس هذا في اسم اللغة - تكريمًا لمجموعة بريطانية للكوميديا السيريالية مونتي بايثون - وفي المناهج المرحة أحيانًا للبرامج التعليمية والمواد المرجعية، مثل الأمثلة التي تشير إلى البريد العشوائي والبيض (من الألبوم المشهور لمونتي بايثون) والاستعاضة عن ذلك بفو بار القياسية.

## النحو (بناء اللغة) والدلالات
صممت بايثون لتكون لغة ذات مقروئية عالية، تنسيقها مرتب بصرياً؛ فهي عادةً ما تستخدم كلمات إنجليزية شائعة الاستخدام في حين تستخدم لغات البرمجة الأخرى علامات الترقيم. على النقيض من العديد من اللغات الأخرى، لا تستخدم بايثون الأقواس المعقوفة { } لتحديد كتل الكود، والفاصلة المنقوطة ; بعد العبارات البرمجية اختيارية. لدى بايثون استثناءات نحوية وحالات خاصة أقل بكثير من لغة سي أو باسكال.

### إزاحة
تستخدم بايثون الإزاحة بالفراغات بدلًا من الأقواس المعقوفة { } أو الكلمات المفتاحية لتحديد كتل الكود. الزيادة في الإزاحة تأتي بعد بعض العبارات؛ إنقاص الإزاحة علامة على انتهاء الكتلة الحالية. وبالتالي، فإن البنية المرئية للبرنامج تمثل بدقة البنية الدلالية للبرنامج. تُسمى هذه الميزة أحيانًا قاعدة التسلل (بالإنجليزية: off-side rule)، والتي تشترك فيها بعض اللغات الأخرى، ولكن في معظم لغات البرمجة، ليس للإزاحة أي معنًى دلالي.

### العبارات البرمجية والتحكم بالتدفق
تتضمن عبارات بايثون البرمجية (من بين أمور أخرى):
- عبارة مساواة (تستخدم إشارة المساواة =) تعمل بشكل مختلف عن بقية لغات البرمجة الأمرية وهذه الآلية الأساسية التي تتضمن «طبيعة إصدارات بايثون الخاصة بالمتغيرات» تنير الطريق للعديد من ميزات اللغة الأخرى. نأخذ مثالاً عن المساواة في لغة سي: x = 2، يُترجم إلى «اسم المتغير المكتوب x يتلقى نسخة من القيمة العددية 2». تنسخ القيمة (اليمنى) في موقع تخزين مخصص بحيث يكون اسم المتغير (الأيسر) هو العنوان الرمزي. الذاكرة المخصصة للمتغير كبيرة بما يكفي (من المحتمل أن تكون كبيرة جدًا) للنوع المعرّف. في أبسط حالة لإسناد بايثون (assignment)، وإذا قمنا بنفس العملية في بايثون (أي x = 2)، فإنه يُترجم إلى «اسم (generic عام) x يستقبل مرجعًا لكائن منفصل مُخصص ديناميكيًا نوعه العددي (int عدد صحيح) قيمته 2». هذا يسمى ربط الاسم بالكائن (binding). نظرًا لأن موقع تخزين الاسم لا يحتوي على القيمة المشار إليها، فمن غير المناسب تسميته متغيرًا. قد يتم إعادة الأسماء لاحقًا في أي وقت إلى كائنات من أنواع مختلفة اختلافًا كبيرًا، بما في ذلك السلاسل النصية strings والإجراءات والكائنات المعقدة مع البيانات والطرق، وغير ذلك. التعيينات (مساواة) المتتالية لقيمة مشتركة لأسماء متعددة، على سبيل المثال، x = 2؛ y = 2؛ z = 2 ينتج عن تخصيص مساحة تخزين (على الأكثر) لثلاثة أسماء وكائن عددي واحد، يتم ربط جميع الأسماء الثلاثة به. نظرًا لأن الاسم هو حامل مرجع عام (generic reference holder)، فمن غير المعقول ربط نوع بيانات ثابت به. ومع ذلك، في وقت معين، سيتم ربط الاسم بكائن ما، والذي سيكون له نوع؛ وبالتالي هناك كتابة ديناميكية.
- العبارة إذا if، التي تنفذ مجموعة الكود بشكل مشروط (أي لا ينجز إلا إذا توفّر هذا الشرط)، وتستخدم مع عبارة عدا ذلك else وelif اختصاراً لعبارة (عدا ذلك إذا else-if).
- العبارة من أجل for، التي تتكرر فوق كائن قابل للتكرار بشكل حلقي، حيث تلتقط كل عنصر في متغير محلي لاستخدامه بواسطة مجموعة الكود البرمجي المرفقة.[ِ 5]
- العبارة طالما while، التي تنفذ مجموعة الكود البرمجية طالما تحقق الشرط.
- العبارة جرّب try، التي تسمح بالتعامل مع الاستثناءات المرفوعة في مجموعة الكود المرفق والتعامل معها باستثناء except البنود؛ يضمن أيضًا تشغيل كود التنظيف في مجموعة الكود البرمجية الأخيرة دائمًا بغض النظر عن كيفية خروج الكتلة.
- العبارة رفع raise تستخدم لرفع استثناء محدد أو إعادة رفع استثناء تم اكتشافه.
- العبارة صنف class، التي تقوم بتنفيذ مجموعة من الكود وتربط مساحة الاسم المحلية الخاصة بها بصنف، لاستخدامها في البرمجة كائنية التوجه.
- العبارة تعريف def، التي تُعرّف دالة أو طريقة.
- العبارة مع with، من بايثون2.5 التي صدرت في سبتمبر 2006 [70]، والتي ترفق كتلة الكود داخل مدير السياق (على سبيل المثال، الحصول على قفل قبل تشغيل كتلة الكود وإطلاق القفل بعد ذلك، أو فتح ملف ثم إغلاقه)، والسماح لاكتساب الموارد الذي هو سلوك يشبه التهيئة (RAII) ويحل محل العبارة الاصطلاحية محاولة/أخيراً try/finally.[71]
- العبارة توقف break تعني أخرج من الحلقة.
- العبارة تابع continue تتجاوز التكرارية الحالية وتتابع للعنصر التالي.
- العبارة تجاوز pass، والتي تُستخدم في حالة «لا عملية». تُستعمل عند الحاجة لإنشاء كتلة كود فارغة.
- العبارة تأكيد assert، المستخدمة أثناء تصحيح الأخطاء للتحقق من الشروط التي يجب تطبيقها.
- العبارة تحصيل yield تعيد قيمة من الدالة المولّدة. بدءاً من بايثون 2.5،yield هي أيضاً عملية. هذا الشكل يستخدم عادةً لتنفيذ الروتينات المساعدة.
- العبارة استيراد import، وتستخدم لاستيراد نماذج يمكن استخدام دوالها ومتغيراتها في البرنامج الحالي. يوجد ثلاث طرق لاستخدام العبارة استيراد import:

1. import <module name> [as <alias>]
2. from <module name> import *
3. from <module name> import <definition 1> [as <alias 1>], <definition 2> [as <alias 2>],....

- العبارة اطبع print والتي تغيرت إلى دالة اطبع()print في بايثون 3.

بايثون لا تدعم التحسين الخاص الاستدعاء الذيلي أو (استمرارية الدرجة الأولى)، كما أعلن غايدو فان روسم أنه لن تدعم أبداً. ومع ذلك، يتوفر دعم أفضل للوظائف الشبيهة بالروتين المساعد في النسخة 2.5، من خلال توسيع مولدات بايثون. قبل نسخة 2.5، كانت المولدات مكررات كسولة، والتي يتم تمرير المعلومات من اتجاه واحد خارج المولد. ابتداءً من بايثون 2.5، صار من الممكن تمرير المعلومات مرة أخرى إلى دالة المولد، وبدءاً من بايثون 3.3، صار من الممكن أيضا تمرير المعلومات من خلال تعدد مستويات المكدس.

### تعبيرات
بعض تعبيرات بايثون تشبه لغات مثل سي وجافا، بينما البعض الآخر لا:
- الجمع والطرح والضرب في بايثون مماثلة لما في جافا وسي، ولكن سلوك القسمة يختلف. هناك نوعان من القسمة في بايثون: التقسيم الكامل (أو تقسيم العدد الصحيح) // وتقسيم الفاصلة ا (لعائمة) /.[76] أضافت بايثون أيضًا العامل ** من أجل الأس.
- ابتداءً من بايثون 3.5، أستحدث عامل جديد @، لغرض استخدامه من قبل المكتبات مثل نمباي لضرب المصفوفات.[77][78]
- ابتداءً من بايثون 3.8، أُدرج العامل التالي:=، الذي يطلق عليه «عامل الفظّ»'walrus operator'. يقوم بتعيين القيم للمتغيرات كجزء من تعبير أكبر.[79]
- في بايثون == تقارن الأعداد من حيث القيمة (-0.0==0.0 هي true)، بالمقابل في جافا تقارن عدديا بالقيمة[80] أو الكائنات بالعنوان المرجعي.[81] (من الممكن في جافا مقارنة القيمة بالكائنات عن طريق طريقة ()equals). معامل بايثون is يستخدم ليقارن هوية الكائنات (أي المقارنة بالعنوان المرجعي). في بايثون، المقارنات يمكن تقييدها، على سبيل المثالa <= b <= c.
- بايثون تستخدم الكلمات and, or, not للعمليات البوليانية بدل من الرموز &&, ||, ! المستخدمة في جافا ولغة سي.
- بايثون لديها نوع من التعبيرات تحت مصطلح اشتمال قائمة. مدّت بايثون 2.4 قائمة الإدراك بتعبير أكثر شمولية أي تعبير المولّد.[57]
- الدوال المجهولة تنفذ باستخدام تعبير لامبدا؛ ولكنها محددة؛ وفي جسمها البرمجي يمكن أن يتواجد تعبير واحد.
- التعبيرات الشرطية في بايثون مكتوبة كالتالي x if c else y[82] (يختلف عن بقية اللغات الأخرى في ترتيب المعاملات من المعامل الشائع c ? x : y عن بقية اللغات المختلفة).
- تميز بايثون بين القوائم والتعديدات (tuples). القوائم مكتوبة كـ [1, 2, 3]، قابلة للتغيير، ولا يمكن استخدامها كمفاتيح القواميس (مفاتيح القاموس غير قابلة للتغيير في بايثون). أما التعديدات: (1, 2, 3)، فهي غير قابلة للتغيير وبالتالي يمكن استخدامها كمفاتيح القواميس، شريطة أن تكون جميع عناصر التعديد غير قابلة للتغيير. يمكن استخدام عامل + لسَلسَّلة لتعديدتان، والتي لا تُعدل محتوياتها بشكل مباشر، بل تنتج تعديدة جديدة تحتوي على عناصر التعديدتين المقدمة. وبالتالي، بالنظر إلى المتغير t الذي يساوي مبدئيًا (1, 2, 3), فإن إجراء t = t + (4, 5)يقيِّم أولاً t + (4, 5)، والذي ينتج (1, 2, 3, 4, 5)، والتي تعين بعد ذلك إلى t، وبالتالي «تعديل محتويات»t بشكل فعال، مع التوافق مع الطبيعة الثابتة لكائنات التعديدة. ويجدر العلم إلى أن الأقواس اختيارية لمجموعة التعديدات في سياقات لا لبس فيها.[83]
- تتميز بايثون بتفريغ تسلسل حيث يرتبط تعبيرات متعددة، كل منها يتم تقيم إلى أي شيء يمكن تعيينه إلى (متغير، خاصية قابلة للكتابة، إلخ.)، بطريقة مماثلة لتلك التي تشكل حرفيات التعديدات، وبشكل عام، يتم وضعها على الجانب الأيسر من علامة المساواة في عبارة المساواة. تتوقع العبارة وجود كائن قابل للتكرار على الجانب الأيمن من علامة المساواة ينتج نفس عدد القيم التي تحتوي عليها التعبيرات القابلة للكتابة عند تكرارها من خلاله، وسوف تتكرر من خلاله، مع تعيين كل من القيم المنتجة للتعبير المقابلة على اليسار.[84]
- بايثون لديها عامل % «لتنسيق سلسلة نصية». هذه الوظيفة مشابهة للتنسيق الخاص بالسلسلة النصية printf في لغة سي، على سبيل المثال؛ "spam=%s eggs=%d" % ("blah", 2) تقيّم ك"spam=blah eggs=2". في بايثون 3 و2.6+ استكمل هذا بواسطة طريقة format() الخاصة ب الصنف str على سبيل المثال "spam={0} eggs={1}".format("blah", 2). بايثون 3.6 أضافت"f-strings" التالي:blah = "blah"; eggs = 2; f'spam={blah} eggs={eggs}'.[85]
- بايثون لديها حرفيات السلاسل النصية متنوعة:
  - سلاسل محددة بعلامات اقتباس مفردة أو مزدوجة. على عكس شل يونكس، وبيرل واللغات المتأثرة ب ب حيث تعمل علامات الاقتباس المفردة وعلامات الاقتباس المزدوجة بشكل متماثل وظيفياً. يستخدم كلا النوعين من الخط المائل (\) رمزًا للهروب. أصبح استكمال السلسلة النصية متاحًا في بايثون 3.6 كـ «سلسلة منسقة حرفياً».
  - سلاسل نصية بعلامات اقتباس ثلاثية، التي تبدأ وتنتهي بسلسلة من ثلاث علامات اقتباس مفردة أو مزدوجة. قد تمتد على عدة أسطر وتعمل مثل توثيقات هير الموجود في شيل وبيرل وروبي.
  - تشكيلة السلسلة النصية الخام، يُشار إليها بادئة السلسلة الحرفية بحرف r. لا يفسر تسلسل الهروب. ومن ثم تكون السلاسل النصية الأولية مفيدة عندما تكون الخطوط المائلة العكسية الحرفية شائعة، مثل التعبيرات النمطية والمسارات بنمط ويندوز. بالمقارنة مع «اقتباس-@» (@-quoting) في سي شارب.
- لدى اقتباس بايثون quotPython تعبيرات فهرس مصفوفة شرائح المصفوفة (array slicing) في القوائم، يُشار إليها على أنها [مفتاح] a[key], أو [بداية: توقف]a[start:stop] أو [بداية: توقف: خطوة]a[start:stop:step]. الفهارس ذات أساس صفري، والفهارس السلبية تتعلق بالنهاية. تأخذ الشرائح العناصر من فهرس البداية حتى فهرس التوقف، ولكن لا تتضمنه. تسمح معلمة الشريحة الثالثة، المسماة خطوة أو مرحلة، بتخطي العناصر وعكسها. قد تهمل فهارس الشرائح، على سبيل المثال، تُرجع a[:]نسخة من القائمة بالكامل. كل عنصر في الشريحة هو نسخة ضحلة.
- في بايثون، يفرض تمييز صارم بين التعبيرات والعبارات، على عكس اللغات مثل ليسب الشائع Common Lisp أو سكيم أو روبي. هذا يؤدي إلى تكرار بعض الوظائف. فمثلا:
  - اشتمال قائمة مقابل حلقة لأجل for-loops.
  - العبارات الشرطية مقابل كتل إذا if البرمجية.
  - ال ()eval مقابل ()exec دوال المرفقة (في ب ايثون 2،exec هي عبارة برمجية) الأول للتعبيرات، والثاني للعبارات البرمجية.

لا يمكن أن تكون العبارات جزءًا من تعبير، ل ذلك لا يمكن أن تحتوي القائمة وغيرها من الاشتمالات أو تعبيرات لامبدا (تعتبر كلها تعبيرات) على عبارات. وتبقى هناك حالة استثنائية تتمثل في أن عبارة المساواة (التعيين) مثل a = 1 لا يمكن أن تكون جزءًا من التعبير الشرطي لعبارة شرطية. وهذا يفيد في تجنب خطأ لغة سي الكلاسيكي عن غلطة في عامل التعيين = لعامل المساواة == في الشروط: إذا كان (c = 1) {...} : {... }if (c = 1) صالحًا من الناحية النحوية (ولكن غالبا هو غير مقصود) كشيفرة (كود) لغة سي بالمقابل ...:if c = 1 يسبب خطأً نحوياً في بايثون.

### الطرق
الطرق المطبقة على الكائنات هي دوال مرتبطة بصنف الكائن. نحوياً تمثيل. طريقة (قيمة)instance.method(argument). للطرق العادية والتجميل اللغوي للدوال من أجل صنف. طريقة (مثيل، قيمة)Class.method(instance, argument). طرق بايثون لديها معلمة صريحة تسمى ذات self للوصول لبيانات المثيل، على النقيض من الذات الضمنية self (أو هذه this) في بعض لغات البرمجة الأخرى (مثل سي++ أو جافا أو سي-الكائنية أو روبي).

هرمية الأنواع القياسية في بايثون 3.

### التنويع
تستخدم بايثون تنويع البط ولديها نوع للكائنات ولكن ليس لديها نوع لأسماء المتغيرات. لا يتحقق من قيود النوع في وقت التجميع؛ بدلاً من ذلك، قد تفشل العمليات على كائن ما، مما يدل على أن الكائن المحدد ليس من النوع المناسب. على الرغم من تنويعها بشكل ديناميكي، بايثون منوعة بقوة، مما يمنع العمليات غير المعرّفة جيدًا (على سبيل المثال، إضافة رقم إلى سلسلة نصية) بدلاً من محاولة فهمها بشكل صامت.
تسمح بايثون للمبرمجين بتحديد أنواعهم الخاصة باستخدام الأصناف، والتي غالبًا ما تستخدم في البرمجة الكائنية. تنشأ مثيلات جديدة الأصناف عن طريق استدعاء الصنف (على سبيل المثال، ()SpamClass أو()EggsClass)، الأصناف هي مثيلات من نوع صنف علوي (نفسها مثيل لنفسها)، مما يسمح بالبرمجة الوصفية والانعكاس.
قبل الإصدار 3.0، كان لدى بايثون نوعين من الأصناف: الطراز القديم والأسلوب الجديد. النحو لكلا الأسلوبين هو نفسه، والفرق هو ما إذا كان كائن object الصنف موروثًا، بشكل مباشر أو غير مباشر (جميع الأصناف من النمط الجديد ترث من الكائن object وهي مثيلات من النوع type). في إصدارات بايثون 2 من بايثون 2.2 وما بعده، يمكن استخدام كلا النوعين من الأصناف. أزل المطورون أصناف الطراز القديم في بايثون 3.0.
الخطة طويلة المدى هي دعم التنويع التدريجي بدءاً من بايثون 3.5، تسمح اللغة نحوياً بتحديد أنواع ثابتة ولكن لا يتم التحقق منها في التنفيذ الافتراضي، سي بايثون. يدعم المدقق التجريبي للنوع الثابت والمسمى mypy التحقق من النوع في وقت التجميع.
| نوع                 | قابلية التغيير   | وصف | مثال نحوي                                                                         |
| ------------------- | ---------------- | --- | --------------------------------------------------------------------------------- |
| bool                | غير قابل للتغيير | قيمة بوليانية | True False                                                                        |
| bytearray           | قابل للتغيير     | سلسلة من البايتات | bytearray(b'Some ASCII') bytearray(b"Some ASCII") bytearray([119, 105, 107, 105]) |
| bytes               | غير قابل للتغيير | سلسلة من البايتات | b'Some ASCII' b"Some ASCII" bytes([119, 105, 107, 105])                           |
| complex             | غير قابل للتغيير | عدد معقد مكون من قسم للأعداد الحقيقية وقسم للأعداد الخيالية | 3+2.7j                                                                            |
| dict                | قابل للتغيير     | مصفوفة (أو قاموس) ترابطية لأزواج المفتاح والقيمة ؛ من الممكن أن تحتوي على أنواع مختلطة (مفاتيح وقيم)، يجب أن تكون المفاتيح من النوع القابل للتجزئة (hashable). | {'key1': 1.0, 3: False} {}                                                        |
| ellipsisa           | غير قابل للتغيير | عامل حامل مكان ‏ القطع ناقص تستخدم كفهرس في مصفوفات نمباي. | ... Ellipsis                                                                      |
| float               | غير قابل للتغيير | النقطة العائمة مزدوج الدقة. تعتمد الدقة على الآلة ولكن في الممارسة تنفذ بشكل عام كرقم 64-بت معيار أي إي إي إي 754، بـ53 بت من الدقة.                           | 1.414 math.pi -math.inf math.nan                                                  |
| frozenset           | غير قابل للتغيير | مجموعة set غير مرتبة، لا تحتوي على تكرارات؛ يمكن أن تحتوي على أنواع مختلطة، إذا كانت قابلة للحمل (hashable)                                                    | frozenset([4.0, 'string', True])                                                  |
| int                 | غير قابل للتغيير | عدد صحيح غير محدود الحجم | 42                                                                                |
| list                | قابل للتغيير     | قائمة، يمكن أن يحتوي أنواع مختلطة | [4.0, 'string', True] []                                                          |
| NoneTypea           | غير قابل للتغيير | كائن يمثل عدم وجود قيمة، يطلق عليها غالبًا الصفر (Null بلغات أخرى)                                                                                              | None                                                                              |
| NotImplementedTypea | غير قابل للتغيير | حامل مكان يمكن إرجاعه من عوامل التحميل الزائد للإشارة إلى أنواع المعالجات غير المعتمدة.                                                                        | NotImplemented                                                                    |
| range               | غير قابل للتغيير | سلسلة من الأرقام شائعة الاستخدام للتكرار الحلقي عدداً معيناً في الحلقات                                                                                          | range(1, 10) range(10, -5, -2)                                                    |
| set                 | قابل للتغيير     | مجموعة غير مرتبة، لا تحتوي على نسخ مزدوجة، يمكن أن تحتوي على أنواع مختلطة، إذا كانت قابلة للحمل (hashable)                                                     | {4.0, 'string', True} set()                                                       |
| str                 | غير قابل للتغيير | حرف سلسة نصية: سلسلة من نقاط لشيفرة خاصة بيونيكود | 'Wikipedia' "Wikipedia" """Spanning multiple lines"""                             |
| tuple               | غير قابل للتغيير | يمكن أن يحتوي عناصر مختلطة | (4.0, 'string', True) ('single element',) ()                                      |

^a غير قابل للوصول بشكل مباشر عن طريق الاسم

### رياضيات
يُستخدم في بايثون الرموز المعتادة للمعاملات الحسابية (+، -، *، /)، عامل التقسيم المكمل لأسفل (دالة الجزء الصحيح) // وعامل التقسيم مع باقي % (حيث يمكن أن يكون الباقي سالبًا، على سبيل المثال 4% -3 ==-2). واللغة لديها أيضًا العامل ** للرفع الأسي، على سبيل المثال 3**5 == 125 و0.5**9 == 3.0، وعامل ضرب المصفوفة @. تعمل هذه المعاملات الحسابية كما هو الحال في الرياضيات التقليدية؛ باستخدام نفس قواعد ترتيب العمليات الحسابية، يمكن أن يكون العامل ترميزاً ضمنياً (أيضاً يمكن أن يكون الرمزان + و- أحاديين لتمثيل الأرقام الموجبة والسالبة على التوالي). ينتج عن القسمة بين الأعداد نتائج ذات فاصلة عائمة. تغيّر سلوك القسمة في بايثون تغيرًا ملحوظًا بمرور الوقت:
- في بايثون 2.1 والإصدارات السابقة، استُخدم للقسمة سلوكاً شبيهاً بالقسمة في سي. العامل / هو عامل قسمة عدد صحيح إذا كان كلا المعاملين عددين صحيحين وخلاف ذلك قسمة بفاصلة عائمة. التقسيم للأعداد الصحيحة يقرّب نحو 0، على سبيل المثال 7/3 == 2 و7/3- == 2-.
- في بايثون 2.2 تغير أسلوب القسمة مرة أخرى إلى التقريب نحو اللانهاية السلبية، على سبيل المثال 7/3 == 2 و7/3- == 3-. أدخل عامل تقسيم المكمل لأسفل//. لذا 3//7== 2, 3 //7-== 3-, 3// 7.5== 2.0 و3//7.5- == 3.0-. تؤدي إضافة from __future__ import division إلى أن يستخدم النموذج (module) قواعد بايثون 3.0 للقسمة (انظر أدناه).
- في بايثون 3.0 تغير أسلوب القسمة لتصبح قسمة فاصلة عائمة دائمًا؛ على سبيل المثال 5/2 == 2.5.

في مصطلحات بايثون، / هي القسمة الحقيقية (أو ببساطة القسمة)، و// القسمة المكملة لأسفل. ولكن، قبل الإصدار 3.0 كان العامل / يمثل القسمة الكلاسيكية (أي الأقليدية).
التقريب نحو اللانهاية السلبية تضيف الاتساق، على الرغم من اختلافها عن معظم اللغات. على سبيل المثال، {\displaystyle (a+b)//b==a//b+1} المعادلة صحيحة دائمًا. والمعادلة b*(a//b) + a%b == a صالحة لكل من القيم الموجبة والسالبة لـ a. بالمقابل، فإن الحفاظ على صحة هذه المعادلة يعني أنه في حين أن نتيجة a%b هي في المجال نصف المفتوح {\textstyle [0,b)}، حيث أن b هو عدد صحيح موجب، يجب أن تقع في المجال {\textstyle [0,b)} عندما تكون b سالبة.
يوفر بايثون دالة round لتقريب العدد ذو الفاصلة العائمة إلى أقرب عدد صحيح. لفك التعقيد، يستخدم بايثون 3 التقريب لعدد زوجي: round(1.5) round(2.5) ناتج كليهما هو 2. أما الإصدارات السابقة فتستخدم تقريبًا بعيدًا عن الصفر: round(0.5) هو 1.0، round(-0.5) هو 1.0−.
تسمح بايثون بالتعبيرات البوليانية بعلاقات المساواة المتعددة بطريقة تتوافق مع الاستخدام العام في الرياضيات. على سبيل المثال: التعبير a < b < c، يتحقق بايثون ما إذا كانت a أصغر من b وb أصغر من c. بعكس اللغات المشتقة من سي التي تفسر هذا التعبير بشكل مختلف: في سي، يقوم التعبير أولاً بتقييم a < b، مما يؤدي إلى 0 أو 1، ثم تتم مقارنة هذه النتيجة مع c.
تستخدم بايثون حساب تدريج الدقة الاعتباطية لجميع العمليات الصحيحة. يوفر الصنف (أو النوع) Decimal في نموذج decimal أعداد عشرية بفاصلة عائمة وبدقة اعتباطية محددة مسبقاً والعديد من وسائل التقريب. ويوفر صنف Fraction في نموذج fractions الدقة الاعتباطية للأعداد الكسرية.
نظرًا لسعة مكتبة بايثون للرياضيات، ومكتبة الطرف الثالث نمباي التي توسع القدرات المحلية بشكل أكبر، استخدمت بايثون بشكل متكرر كلغة نصية علمية للمساعدة في حل عدة مسائل مثل معالجة البيانات العددية والتلاعب.

### الترميز
ابتداءً من بايثون 2.1، لاستخدام أحرف غير الأسكي في نص البرنامج، يجب عليك تحديد ترميز شفرة المصدر بشكل صريح في بداية الوحدة، على سبيل المثال:
```
# -*- coding: utf-8 -*-

# أو

# coding: utf-8

```

ولكن حتى لو اكتفيت بكتابة:
```
# coding: utf

```

«سيفهم» بايثون ما تقصد.

### الوراثة
تدعم بايثون الوراثة المتعددة. ابتداءً من النسخة 2.3 تدعم بايثون خوارزمية سي 3، المقتبسة من لغة البرمجة ديلان لحل مشكل ترتيب حل الطريقة. بينما استعملت خوازمية البحث المتعمق الذي يطرح مشاكل في حالة الوراثة الألماسية.

## أمثلة

### طباعة «مرحباً يا عالم!»
مثال طباعة مرحباً يا عالم «مرحباً يا عالم»
```
# كود الطباعة في بايثون لإخراج عبارة

print
(
"مرحباً يا عالم"
)

```

### حساب العمر
مثال لحساب العمر:
```
from
 
datetime
 
import
 
*
 
#استدعاء الكل* من مكتبة الوقت والتاريخ

dob
 
=
 
int
(
input
(
"أدخل تاريخ الميلاد: "
))
 
#يُطلب من المستخدم إدخال تاريخ ميلاده

# العمل على المعطيات

today
 
=
 
datetime
.
today
()

year
 
=
 
today
.
year

age
 
=
 
int
(
year
)
 
-
 
int
(
dob
)

# طباعة عمر المستخدم

print
 
(
"
{age}
:عمرك هو"
)

```

### استخراج العدد العاملي
مثال لاستخراج العدد العاملي:
```
# جرب هذا الكود في بايثون 3.4.3

def
 
Factorial
(
num
):

    
new_num
 
=
 
1

    
for
 
count
 
in
 
range
(
num
,
1
,
-
1
):

        
new_num
 
*=
 
count
 
# ضرب النتيجة  بالمحسوب

    
return
 
new_num

limit
 
=
 
9

for
 
n
 
in
 
range
(
0
,
limit
+
1
):

    
print
(
n
,
 
'! = '
 
,
Factorial
(
n
),
sep
=
''
)

# بعد إدخال الكود ستحصل على:

#

# 0! = 1

# 1! = 1

# 2! = 2

# 3! = 6

# 4! = 24

# 5! = 120

# 6! = 720

# 7! = 5040

# 8! = 40320

# 9! = 362880

```

### تكرار طباعة كلمة 5 مرات
مثال لتكرار طباعه كلمة 5 مرات:
```
n
 
=
 
input
(
':الرجاء ادخال كلمة'
)

print
 
str
(
n
)
 
*
 
5

```

ملاحظة لبايثون 2 استعمل raw_input.

### خوارزمية الترتيب السريع
كمثال غير بديهي يمكن اعتبار خوارزمية الترتيب السريع كمثال مختصر كالتالي:
```
def
 
quicksort
(
list
):

    
if
 
len
(
list
)
 
<=
 
1
:

        
return
 
list

    
pivotelement
 
=
 
list
.
pop
()

    
left
  
=
 
[
element
 
for
 
element
 
in
 
list
 
if
 
element
 
<
 
pivotelement
]

    
right
 
=
 
[
element
 
for
 
element
 
in
 
list
 
if
 
element
 
>=
 
pivotelement
]

    
return
 
quicksort
(
left
)
 
+
 
[
pivotelement
]
 
+
 
quicksort
(
right
)

```

```
على وجه الخصوص، هنا، يتيح تدوين القائمة للمتغيرات على اليسار واليمين تمثيلًا مضغوطًا. للمقارنة، صياغة تكرارية لهذين الخطين:
```

```
...

    
left
,
 
right
 
=
 
[],
 
[]
          
# انشاء قوائم فارغة لليمين واليسار

    
pivotelement
 
=
 
list
.
pop
()
      
# أخر عنصر في القائمة تاخذه كعنوان مرجعي

    
for
 
element
 
in
 
list
:
           
# تكرار على العناصر المتبقية في القائمة...

        
if
 
element
 
<
 
pivotelement
:
  
#و مقارنة العنصر المحوري Pivot-Element

            
left
.
append
(
element
)
   
# إذا كان اصغر،علق القائمة اليسرى

        
else
:

            
right
.
append
(
element
)
  
# عدا ذلك، إذا لم يمكن اصغر، علّق القائمة اليمنى

...

```

هذا مجرد مثال واحد على الأعمال الكتابية التي تم توفيرها من خلال تدوين القائمة. في الواقع، في هذه الحالة تكون الصياغة التكرارية أسرع، لأنها تكرر مرة واحدة فقط في حقل «القائمة» وليس مرتين كما هو الحال في تدوين القائمة.

## واجهات المستخدم الرسومية
في بايثون يمكن إنشاء واجهة مستخدم رسومية (GUI) بسرعة مع تكينتر (كما هو الحال في لغة بيرل وتي سي إل). يوجد أيضًا مجموعة متنوعة من المغلفات الأخرى التي خدمات أخرى. كما بايثون توفر ارتباطات (bindings) لمجموعات أدوات واجهة المستخدم الرسومية مثل بي.باي جتك وباي كيوت وويكس بايثون وباي أوبج سي ومجموعة أدوات الضوء السريع (فاست لايت).
بالإضافة إلى تيكينتر، تحتوي بايثون أيضًا على وحدة للرسم: رسوميات «السلحفاة» (Turtle graphics).

### مثال لوحدة تيكينتر

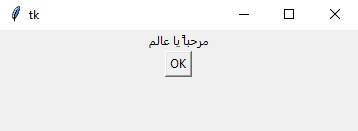
مثال بسيط لنافذة تيكنتر

```
import
 
tkinter
 
as
 
tk

window
 
=
 
tk
.
Tk
()

window
.
geometry
(
"200x100"
)

label
 
=
 
tk
.
Label
(
window
,
 
text
=
"مرحباً يا عالم"
)

label
.
pack
()

def
 
commandW
():

    
window
.
destroy
()

button
 
=
 
tk
.
Button
(
window
,
 
text
=
"OK"
,
 
command
=
commandW
)

button
.
pack
()

window
.
mainloop
()

```

### مثال لرسوميات «السلحفاة»

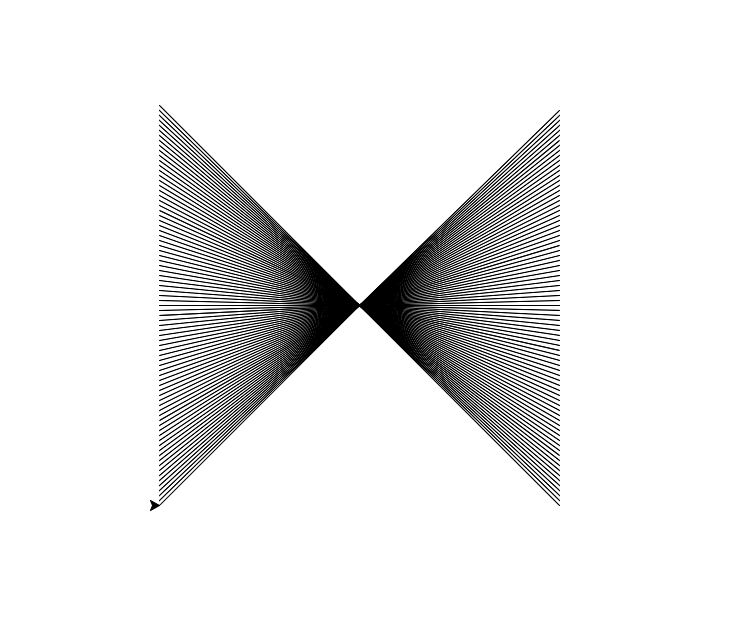
نتيجة الكود السابق

```
import
 
turtle

from
 
turtle
 
import
 
speed
,
 
reset
,
 
goto

speed
(
0
)

reset
()

turtle
.
x
 
=
 
-
200

turtle
.
y
 
=
 
200

while
 
turtle
.
y
 
!=
 
-
200
:

    
goto
(
turtle
.
x
,
 
turtle
.
y
)

    
turtle
.
x
 
=
 
-
 
turtle
.
x

    
turtle
.
y
 
=
 
-
 
turtle
.
y

    
goto
(
turtle
.
x
,
 
turtle
.
y
)

    
goto
(
0
,
 
0
)

    
turtle
.
y
 
=
 
-
 
turtle
.
y

    
turtle
.
x
 
=
 
-
 
turtle
.
x

    
turtle
.
y
 
-=
 
5

```

### رسوميات أخرى لل«سحلفاة»

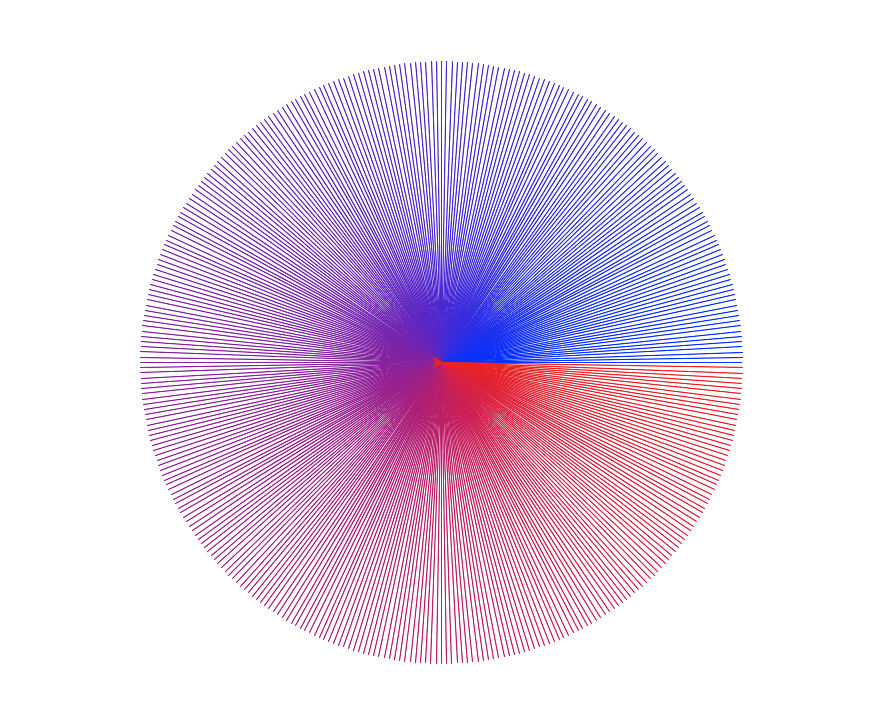
دائرة ملونة
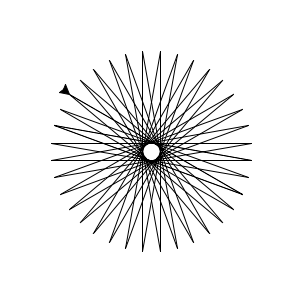
نجمة
مربع

## المكتبات

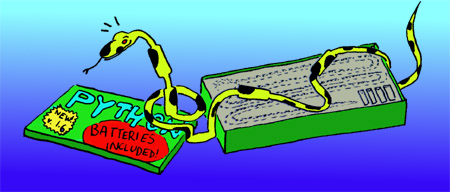
توفر بايثون العديد من المكتبات البرمجية الملحقة

يعتبر الكثيرون مكتبة بايثون القياسية الكبيرة واحدة من أعظم نقاط قوة بايثون، نظرا لتوفيرها أدوات تناسب العديد من المهام. كما تدعم المكتبة العديد من التنسيقات والبروتوكولات القياسية مثل امتداد البريد الإلكتروني متعدد الأغراض (MIME) وبروتوكول نقل النص الفائق (HTTP) الخاصة بتطوير تطبيقات الويب، وتدعم أيضا وحدات لإنشاء واجهات المستخدم الرسومية، والاتصال بقواعد البيانات العلائقية، وتوليد أرقام شبه عشوائية، والحساب العشري بدقة اعتباطية  والمعالجة بالتعبيرات النمطية، وكذا اختبار الوحدة.
بعض أجزاء المكتبة القياسية تشمل الكثير من المميزات (على سبيل المثال، تنفيذ واجهة بوابة خادم ويب (WSGI)
wsgiref يتبع PEP 333)، ولكن أغلب الوحدات لا تحتوي على مميزات، وتتميز عن الوحدات الأخرى من خلال التعليمات البرمجية والتوثيق الداخلي وتراكيب الاختبار. بالمقابل، فإن عددًا قليلاً فقط من الوحدات يحتاج إلى تعديل أو إعادة كتابة لعمليات التنفيذ المختلفة، نظرًا لأن معظم المكتبة القياسية هي كود بايثون متعدد المنصات.
تضمّ مكتبة بايثون مجموعة من الوحدات القياسية وبعضها مدمج مع مفسّر بايثون وتتيح الوصول إلى عمليات ليست جزءًا من اللغة، ولكن الهدف منها هو إتاحة الوصول إلى العمليات الأساسية في نظام التشغيل مثل استدعاءات النظام أو زيادة كفاءة عمل المفسّر، يمكن زيادة عدد الوحدات في المكتبة القياسية بوحدات مكتوبة في سي أو بايثون.
ابتداءً من نوفمبر 2019، يحتوي مؤشر حزمة بايثون باي باي (بالإنجليزية: Python Package Index) (PyPI)، وهو المستودع الرسمي لبرامج بايثون التابعة لجهات خارجية، على أكثر من 200,000 حزمة مع مجموعة واسعة من الميزات، بما في ذلك:
| - التشغيل الآلي - تحليل البيانات - قاعدة بيانات - التوثيق | - واجهات المستخدم الرسومية - معالجة الصور الرقمية. - التعلم الآلي - تطبيق محمول | - وسائط متعددة - التواصل أو التشبيك - حوسبة علمية - إدارة النظام | - تشغيل الاختبارات تلقائيا - معالجة النصوص - المنصات البرمجية لتطبيقات الإنترنت - استخلاص المواقع |  |

## التطوير

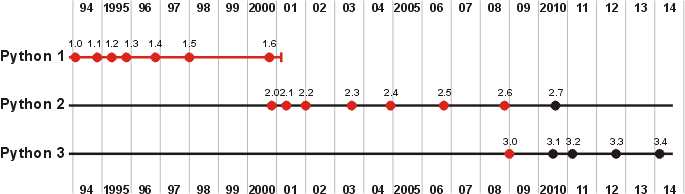
خط زمني لإصدارات بايثون

يستعين المطورون لتطوير بايثون بشكل كبير بعملية اقتراح تحسين بايثون (PEP)، وهي الآلية الأساسية لاقتراح ميزات جديدة رئيسية، واستطلاع آراء المجتمع حول القضايا وقرارات تصميم بايثون. كما يغطي نمط ترميز بايثون في PEP 8. ويقوم مجتمع بايثون والمجلس التوجيهي بمراجعة الاقتراحات والتعليق عليها.
يتوافق تعزيز وتحسين اللغة مع تطوير التنفيذ المرجعي سي بايثون. القائمة البريدية بايثون ديف (python-dev) هي المنتدى الأساسي لتطوير اللغة. وتُناقش حالات محددة في نظام تتبع للعلل راوند آب المستضاف في bugs.python.org
. في الأصل، جرى تطوير شيفرة بايثون البرمجية في مستودع ذاتية الاستضافة بتشغيل ميركوريال، حتى يناير 2017، حيث انتقل بايثون إلى غيت هاب.
هناك ثلاثة أنواع للإصدارات العامة الجديدة لسي بايثون، ويتميز كل نوع بزيادة جزء من رقم الإصدار:
- إصدارات غير متوافقة مع الإصدارات السابقة، حيث يُتوقع كسر الكود مما يجبر المستخدم أن يُحمّل يدويًا. يزيد تعداد الجزء الأول من رقم الإصدار. تحدث هذه الإصدارات بشكل غير دوري، فعلى سبيل المثال، أُصدر الإصدار 3.0 بعد 8 سنوات من 2.0.
- الإصدارات الرئيسية أو «المميزة» ، تصدر كل 18 شهرًا تقريبًا، متوافقة إلى حد كبير ولكنها تقدم ميزات جديدة. يزيد تعداد الجزء الثاني من رقم الإصدار. كل نسخة رئيسية مدعومة بإصلاحات أخطاء لعدة سنوات بعد إصدارها.[118]

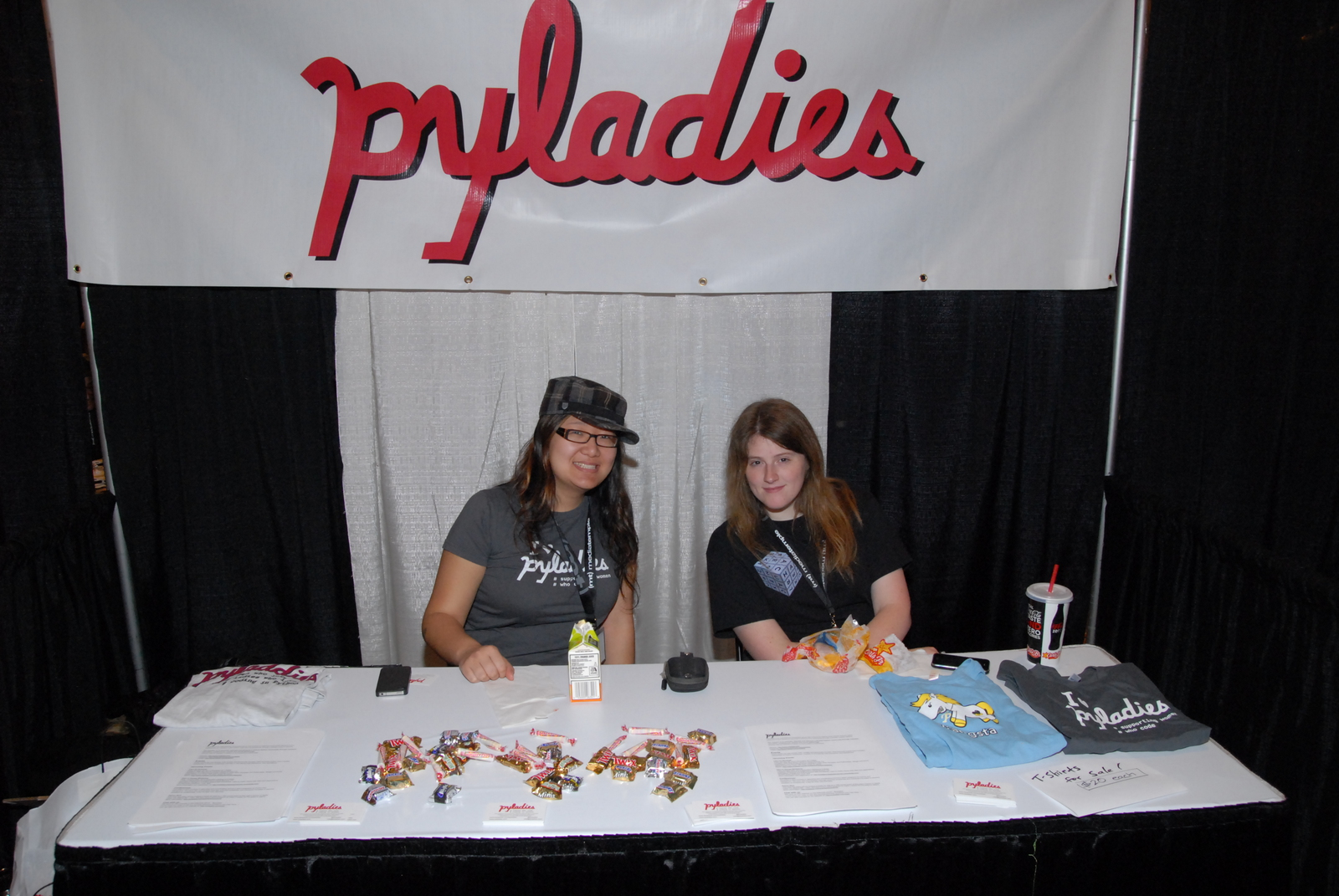
صورة لمؤتمر باي لايدي

- تُنشر إصدارات Bugfix،[119] التي لا تقدم ميزات جديدة، كل 3 أشهر تقريبًا وعند إصلاح عدد كاف من الأخطاء في المصدر منذ الإصدار الأخير. كما تُصحح الثغرات الأمنية في هذه الإصدارات. يزيد تعداد الجزء الثالث والأخير من رقم الإصدار.

أُعلن عن بايثون 3.9 ألفا1 في نوفمبر 2019 ومع اعتماد مقياس جديد يتمثل في إصدار سنوي، ثم أعلن الإصدار الأول من 3.9 سيصدر في نوفمبر 2020.
تُصدر أيضًا العديد من النسخ بصيغة ألفا وبيتا والنسخ المرشحة كمعاينات واختبارات قبل الإصدارات النهائية. على الرغم من وجود جدول تقريبي لكل إصدار، إلا أنه غالبًا ما يتأخر في الصدور إذا لم يكن الكود جاهزًا. يراقب فريق تطوير بايثون حالة الكود من خلال تشغيل مجموعة اختبارات للوحدة الكبيرة أثناء التطوير، واستخدام نظام BuildBot للتركيب المتواصل.
المؤتمر الأكاديمي الرئيسي حول بايثون هو باي كون. هناك أيضًا برامج توجيه خاصة للبايثون، مثل باي ليديز.

## بيئات التطوير
أغلب بيئات تطوير بايثون (بما في ذلك سي بايثون) تتضمن حلقة القراءة - التقييم - الطباعة (REPL) مما يسمح لها بالعمل كمترجم سطر الأوامر حيث يقوم المستخدم بإدخال البيانات بشكل تسلسلي ويتلقى النتائج على الفور.
تضيف القشور (Shells) الأخرى، بما في ذلك بيئة التطوير المتكاملة للتعلم وآي بايثون، قدرات إضافية مثل الإكمال التلقائي المحسّن والاحتفاظ بحالة الجلسة وتعليم الصيغة. بالإضافة إلى بيئات التطوير المتكاملة القياسية لسطح المكتب، هناك بيئات تطوير متكاملة مستندة إلى متصفحات ويب؛ سايج مات (مخصص لتطوير برمجيات بايثون العلمية والرياضية)؛ بايثون إني وير، بيئة تطوير واستضافة تستند إلى متصفح ويب؛ وبيئة تطوير كانوبي المتكاملة، وهو بيئة تطوير متكاملة تجارية لبايثون ترتكز على الحوسبة العلمية.

## التنفيذات

### تنفيذ العنوان المرجعي
سي بايثون، التنفيذ المرجعي لبايثون، مكتوب بسي، يلبي معيار سي 89 مع العديد من ميزات سي99 المحددة. يقوم بتجميع برامج بايثون في كود بايت متوسط ينفذ بعد ذلك بواسطة آلتها الافتراضية. يوزع سي بايثون مع مكتبة قياسية كبيرة مكتوبة في مزيج من سي، وبايثون. والمكتبة متاحة للعديد من المنصات، بما في ذلك ويندوز (فيستا والإصدارات الأحدث؛ نظام التشغيل ويندوز اكس بي والإصدارات الأقدم، ولكن بايثون 2.7 غير مدعوم حتى الآن ومعظم الأنظمة الشبيهة بيونيكس الحديثة). في فترة بايثون 1 و2، كانت قابلية المنصة واحدة من أولى أولوياتها، حيث كانت تدعم حتى في إم إس وأو إس/2، ولكن حاليا، انخفض الدعم للعديد من المنصات.

### تنفيذات أخرى
باي باي هو تنفيذ سريع، يوفر ترجمة في الوقت المناسب، متوافق مع بايثون 2.7 وبايثون 3.6. وهو أسرع من سي بايثون بالمقابل، فهو لا يدعم العديد من المكتبات المكتوبة بلغة ببايثون.
ستاكليس بايثون، انشقاق معروف لسي بايثون، ينفذ الخيوط الدقيقة دون استعمال رصة ذاكرة سي. مما يسمح بالبرامج المتزامنة بنطاق واسع.
مايكروبايثون وسيركويت بايثون هي متغيرات لبايثون 3 محسنة للتحكم الدقيق وهذا يشمل ليجو مايندستورمز اي في 3.

### تنفيذات غير مدعومة
طورت برامج تجميع بايثون آنية أخرى، ولكنها الآن غير مدعومة:
- سنة 2009، بدأت جوجل مشروعًا باسم أنلادين سوالو، بهدف تسريع مترجم بايثون خمسة أضعاف باستخدام إل إل في إم، وتحسين قدرته على تعدد الخيوط البرمجية مع آلاف النوى ،[134] بينما تعاني التنفيذات العادية من قفل المترجم العالمي.
- كان سايكو، مجمّع آنيّ متكامل مع سي بايثون ويحول «بايت كود» إلى كود الآلة في وقت التشغيل. الكود المنبعث مخصص لأنواع معينة من البيانات وهو أسرع من كود بايثون القياسي.
- في عام 2005، أصدرت نوكيا مفسر بايثون للهواتف المحمولة سلسلة 60 المسمى بايثون أس60. يتضمن العديد من النماذج من تنفيذات سي بايثون وبعض النماذج الإضافية للتكامل مع نظام التشغيل سيمبيان. حدث المشروع ليشغل على جميع متغيرات منصات S60، وتتوفر العديد من النماذج مدعومة من طرف ثالث. يدعم نوكيا N900 أيضًا بايثون مع مكتبات أدوات جتك+، مما يتيح كتابة البرامج وتشغيلها على الجهاز المستهدف.[135]

### المحولات البرمجية إلى لغات أخرى
توجد العديد من المحولات البرمجية لبايثون إلى لغات أخرى كائنية عالية المستوى، إما بواسطة بايثون غير مقيد، أو مجموعة فرعية مقيدة من بايثون، أو بواسطة لغة مشابهة لبايثون كلغة مصدر:
- كايثون يترجم شيفرة (كود) مكتوبة ببايثون إلى سي.
- جوجل جرامبي يترجم شيفرة (كود) مكتوبة ببايثون إلى جو.[136][137]
- يتبع آيرن بايثون نهجا مشابها لتشغيل برمجيات مكتوبة ببايثون على NET. وقت التنفيذ المشترك.
- يتيح جايثون استخدام مكتبة أصناف جافا لبرمجيات بايثون.
- ماي إتش دي إل يترجم شيفرة (كود) مكتوبة ببايثون إلى في في إتش دي إل.
- نويتكا يترجم شيفرة (كود) مكتوبة ببايثون إلى سي++.[138]
- نيمبا تستعمل إل إل في إم لترجمة شيفرة (كود) مكتوبة ببايثون إل شيفرة الآلة.
- باي جس يترجم شيفرة (كود) مكتوبة ببايثون إلى جافا سكريبت.
- بايركس (آخر إصدار في 2010) يترجم شيفرة (كود) مكتوبة ببايثون إلى سي.
- شيد سكين (آخر إصدار في 2013) يترجم شيفرة (كود) مكتوبة ببايثون إلى سي++.
- باي تران يترجم شيفرة (كود) مكتوبة ببايثون إلى سي++.[139][140]
- إربايثون يمكنها أن تترجم لسي، استخدم لبرمجة مترجم باي باي.

### الأداء
قُورِن أداء مختلف تنفيذات بايثون على عبء عمل غير عددي (التوافقية) في أورو سي باي 13. ثم قيس أداء بايثون مقارنة بلغات البرمجة الأخرى من خلال لعبة معايير لغة الكمبيوتر.

### مولدات وثائق واجهة برمجة التطبيقات
تتضمن مولدات واجهة برمجة التطبيقات (API) ما يلي:
- باي دوك[143]
- سفينكس[144]

### بايثون للهواتف الذكية
بايثون ليست مناسبة ومحسنة لتطوير برامج الهواتف المحمولة  مع ذلك، فإن إصدارات بايثون 2.5 و2.6 متوافقة مع آيفون بعد تفعيل كسر الآي أو إس في الإعدادات وهواتف أندرويد بفضل تطبيق إس إل فور (SL4) أي الذي يوفر إمكانية برمجة بعض الواجهات الرسومية بفضل الدالة "android" ;إمكانية إرسال رسائل قصيرة، تشغيل الكاميرا، وهز الهاتف كما هو مبين أسفله.
```
droid
 
=
 
android
.
Android
()
 
# عميل مرتبط بخادم محلي لإس إل فور أي

       
# للتحكم بهاتف آخر بعنوان 192.168.0.5، وإس إل فور أي في منفذ 9887

       
# يكفي كتابة : android.Android('192.168.0.5', 9887)

droid
.
vibrate
(
2.5
)
 
# هز الهاتف (محلي أو لا) لمدة 2.5 ثانية

```

ابتداءً من يونيو 2012، صار من الممكن تشغيل بايثون أيضًا في نظام تشغيل بلاك بيري أوس 10 بواسطة تنفيذ، في سبتمبر 2012 أصدر إصدار مخفف: «بلاكبيري تارت» مستند إلى بايثون 3.2.2.

## استخدامات
منذ 2003، صنفت بايثون ضمن أكثر لغات البرمجة شعبية في فهرس تيوبي للغات البرمجة الأكثر شعبية، وفي فبراير 2020 صنفت في المرتبة الثالثة (أي بعد جافا وسي). صنفت أيضا كلغة برمجة العام لسنة 2007، 2010 و2018. وحسب استبيان لموقع ستاك أوفرفلو فإن بايثون هي أسرع الغات نموا فقد تمكنت من تخطي العديد من لغات البرمجة.
توصلت دراسة تجريبية إلى أن لغات البرمجة النصية، مثل بايثون، هي أكثر إنتاجية من اللغات التقليدية، مثل سي وجافا، لحل مشكلات البرمجة مثل التحكم بالسلسلة والبحث في القاموس، وخلصت إلى أن استهلاك الذاكرة غالبًا «أفضل من جافا وليس أسوأ بكثير من سي أو سي++».
تستخدم منظمات كبيرة بايثون كويكيبيديا، جوجل، ياهو!، سيرن، ناسا، فيسبوك، أمازون، إنستغرام، سبوتيفاي وأيضا بعض الشركات الصغيرة إندستريال لايت آند ماجيك  وإيتا للبرمجيات. كما أن شبكة التواصل الاجتماعي ريديت مكتوبة كليا ببايثون.
يمكن استخدام بايثون كلغة برمجة نصية لتطبيقات الويب، مثال : عبر mod wsgi لخادم ويب أباتشي. باستعمال واجهة بوابة خادم ويب، تطورت واجهة برمجة التطبيقات القياسية لتسهيل برمجة هذه التطبيقات. تدعم المنصات البرمجية لتطبيقات الويب مثل جانغو، باي لونز، بيراميد، توربو جيرز، ويب-تو-باي، تورنادو، فلاسك، بوتل  وزوب المطورين في تصميم وصيانة التطبيقات المعقدة. يمكن استخدام باي جس وآيرن بايثون لتطوير جانب العميل من التطبيقات القائمة على أجاكس. يمكن استخدام إس كيو إل ألشمي كمحدد للبيانات العلائقية. تويستد هو إطار عمل يبرمج التواصل بين أجهزة الحاسوب لذا استعمل في دروب بوكس.
المكتبات البرمجية كنمباي وسي باي ومات بلوت ليب تسمح باستعمال بايثون في الحوسبة العلمية. إضافة إلى بايو بايثون وأستروباي اللتان توفران خدمات متخصصة. سايج مات هي برمجية رياضية بواجهة على شكل مفكرة قابلة للبرمجة ببايثون: تشمل أغلب مجالات الرياضيات، كالجبر، والتركيبات، والتحليل العددي، ونظرية الأعداد والتفاضل والتكامل.
تمكنت بايثون من أن تصير جزءا لا يتجزأ من أغلب البرمجيات كلغة برمجة نصية، وتشمل برمجيات طريقة العناصر المنتهية مثل أباكوس، برمجية للتصميم الحدودي ثلاثي الأبعاد، ومثل فري كاد، حزم رسوم متحركة كثري دي إس ماكس، وبلندر، وسينما فور دي، ولايت وايف، وهوديني، ومايا، ومودو، أوتودسك موسيون بولدير، وسوفت إيماج إكس إس آي، وبرنامج الخدع البصرية نوك، برامج معالجة الصور ثنائي الأبعاد كبرنامج جنو لمعالجة الصور، وإنكسكايب، سكريبوس، بينت شوب برو، وبرامج التدوين الموسيقي ككابيلا. ستعمل مصحح جنو بايثون كبرتي برنت لإظهار الهياكل المعقدة كحاويات سي++. تروج إسري لبايثون كأفضل خيار لكتابة سكربتات آركجيس. كما استعملت في العديد من ألعاب الفيديو  واعتمدت كأول لغة برمجة متوفرة في محرك تطبيقات جوجل، يأتي بعدها جافا وجو.
تستخدم بايثون غالبا في مشاريع الذكاء الصناعي ومشاريع تعليم الآلة بمساعدة كل من المكتبات مثل تنسرفلو، كيراس، باي تورش، ساي كيت ليرن. نظرا لأنها لغة برمجية نصية تدعم البرمجة التركيبية، بنحو بسيط، بأدوات معالجة نصية غنية، غالبًا ما تستخدم بايثون لمعالجة اللغات الطبيعية.

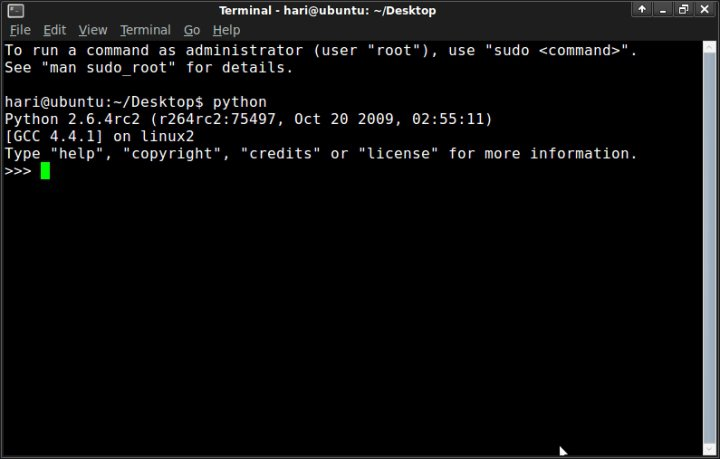
بايثون في نظام تشغيل أوبنتو

كما أنها مضمنة في أنظمة التشغيل المختلفة مثل أغلب توزيعات لينكس ، أميغا أو إس 4 (يستعمل بايثون 2.7)، فري بي إس دي (كحزمة)، نت بي إس دي، أوبن بي إس دي (كحزمة) وماك أو إس ويمكن استعمال بايثون على هذه الأنظمة على سطر الأوامر. العديد من إصظارات لينكس تستعمل مثبثي برامج مكتوبون ببايثون : أوبنتو تستعمل أوبكويتي، ريدهات لينكس وفيدورا يستعملان مثبث أناكوندا. أما جنتو لينكس فتستعمل بايثون في نظام إدارة حزمها، بورتاج.
تستخدم بايثون بكثافة في صناعة أمن المعلومات، بما في ذلك التحكم بالاستغلال وتطويره.
البيانات الضخمة، بسبب قدرة بايثون على التعامل مع البيانات بشكل سلس وتحليلها ووجود العديد من المكتبات المختصة في هذا المجال مثل باندا فتعد بايثون خيار ممتاز للعاملين في هذا المجال.
أغلب برمجيات شوجر لحاسوب محمول لكل طفل XO، المطورة الآن في شوجر لابز، مكتوبة ببايثون. اعتمدت حواسيب رسبري باي أحادية اللوحة بايثون لغة برمجة رئيسية للمستخدم.
ليبر أوفيس مكتوب جزئيا ببايثون، ويعتزم تعويض جافا ببايثون. منذ إصدار الإصدار الرابع في 3 سبتمبر 2017، صار موفر البرمجة النصية لبايثون ميزة أساسية للبرنامج.
في حواسيب اللوحة الواحدة راسباري باي (مفسر بايثون) يجب في الأصل أن يكون مفسر بذاكرة قراءة فقط بايثون المدمج، حتى اليوم، تعد بايثون واحدة من أكثر اللغات المفضلة لراسباري باي، ويأتي نظام التشغيل القياسي راسبيان مع مكتبة بايثون كبيرة للتحكم في الأجهزة.

## تشغيل برنامج مكتوب بلغة بايثون
بما أن لغة بايثون نصية، فإنه يتوجب وجود مفسر للغة لتشغيل البرنامج، وللحصول عليه، يكفي تنزيله من موقع لغة بايثون وذلك حسب نظام التشغيل
يستلزم وجود محرر نصوص لكتابة برنامج بايثون حيث يُحفظ الملف بلاحقة py. بعد ذلك ادخل على سطر الأوامر واكتب:
>> python program.py
بحيث program اسم الملف، وللتعامل مباشرة مع محث لغة بايثون، اكتب في سطر الأوامر :
>> py
أو
>>python

## المجتمع

### مجتمع بايثون
- من الكلمات المستحدثات المألوفة في مجتمع بايثون كلمة pythonic، والتي لها مجموعة واسعة من المعاني المتعلقة بأسلوب البرنامج. إن القول بأن الشفرة هي pythonic يعني القول أنها تستخدم مصطلحات بايثون بشكل جيد، وأنها طبيعية أو تُظهر طلاقة في اللغة، وأنها تتوافق مع فلسفة بايثون البسيطة والتأكيد على سهولة القراءة. في المقابل، فإن التعليمات البرمجية التي يصعب فهمها أو تقرأ مثل النسخ التقريبي من لغة برمجة أخرى تسمى unpythonic.
- غالبًا ما يُشار إلى مستخدمي بايثون والمعجبين بها، وخاصة أولئك الذين يعتبرون على دراية أو خبرة بها، باسم بايثونيستاس (Pythonistas).[183][184]

### لغات أثرث ببايثون
ظهرت بايثون في وقت متأخر نسبيًا، وبذلك خضعت لتأثير العديد من لغات البرمجة الأخرى ومنها:
- اي بي سي: نفس مسافة بادئة بايثون، وهياكل بيانات عالية المستوى (خرائط)، (في الواقع صممت بايثون لتصحيح أخطاء برمجة أي بي سي).[11][185][186][ِ 1]
- مودولا 3:[ِ 1] الحزم والوحدات، وكذا  try وelseوexept[16]
- سي[15]،سي++: بعض النحو كما قال جايدو فان روسم أنه استعمل بعض النحو المتناسق مع سي لكي لا يكره المبرمجون بايثون.[16][185][ِ 1]
- ليسب، سكيم: ميزات البرمجة الوظيفية (lambda, map, reduce, filter وغيرها) [22]
- جافا: الوحدات النمطية.[21][187]
- أيكون: المولدات [20]
- سمول توك: البرمجة الكائنية.[ِ 1]

### لغات البرمجة التي تأثرت ببايثون
أثر تصميم وفلسفة بايثون على العديد من لغات البرمجة الأخرى:
- بوو، يستخدم بوو مسافة بادئة (الإزاحة)، بناء جملة ونموذج كائن مشابه لبايثون.[188]
- كوبرا، تستخدم مسافة البادئة وبناء الجملة مماثل لبايثون، وتشير في وثيقة شكر وتقدير على أن بايثون يعتبر الأول من بين اللغات التي أثرت عليها.[189]
- كافي سكريبت، لغة برمجة تتقاطع مع جافا سكريبت، تحتوي أيضا على بنية مستوحاة من بايتون.
- إيكما سكريبت/جافا سكريبت، استعارت التكرارات والمولدات من بايثون.[190]
- جي دي سي سكريبت، لغة برمجة تشبه إلى حد بعيد لغة بايثون، مدمجة في محرك لعبة غو دوت.[191]
- غو، مصمم من أجل «سرعة العمل بلغة ديناميكية مثل بايثون»[192] وتشارك نفس البنية لتقسيم المصفوفات.
- غروفي، صُممت بدافع الرغبة في جلب فلسفة تصميم البايثون إلى جافا.[193]
- جوليا، صُممت لتكون «قابلةً للاستخدام للبرمجة العامة مثل بايثون».[194]
- نيم يستخدم نيم مسافة بادئة (الإزاحة) وبناء جملة مشابه لبايثون [195]
- روبي، صرح مبتكر روبي، يوكيهيرو ماتسوموتو،: «أردت لغة نصية أقوى من لغة بيرل، وأكثر كائنية التوجه من بايثون. ولهذا السبب قررت تصميم لغتي الخاصة».[196]
- سويفت، لغة برمجة طورتها شركة آبل، لديها بعض النحو المستوحى من بايثون.[197]

كما قلدت لغات أخرى ممارسات تطوير بايتون. على سبيل المثال، أُستخدمت ممارسة طلب مستند يصف الأساس المنطقي، والقضايا المحيطة بتغيير اللغة (في Python، PEP) في تي سي إل، إرلانغ، وسويفت.

### انتقادات
في تعريف الطريقة البرمجية يجب وضع المعلمة ذات (self) التي تتوافق مع مثيل الصنف، المطلوب استدعاء طريقتها، بوضعها صراحة كمعلمة. غالباً يبدو هذا الشكل غير أنيق برمجياً كما أنه ليس برمجة كائنية التوجه. لكن ذلك ضروري لإتاحة بعض البُنى البرمجية الهامة؛ ويتناسب مع فلسفة بايثون القائلة «الصريح أفضل من المضمن».
وفي الإصدار 3.0 غالباً ما يُنتقد استدعاء تعريف الطريقة لنسخة الصنف الأساسية التي تصرح بالصنف وتتطلب مثيل.حيث يُرى أنه يتناقض مع مبدأ «لا تكرر نفسك (خطواتك)». بالمقابل، يمنع ذلك إعادة التسميات.في الأخير، حلت نقطة الخلاف في بايثون 3.0.
كما يُنتقد الافتقار إلى أمان التنويع الثابت في بايثون.
في الأنظمة ذات المعالجات متعددة الأنوية، وفي في سي بايثون، يوجد ما يسمى قفل المفسر العالمي (Global Interpreter Lock (GIL)) الذي له أداء فعّال لتنفيذات بايثون التي يتطلب استخدامها برمجيات حاسوبية متعددة الخيوط. بيد أن هذا القيد غير موجود في جايثون وآيرن بايثون.وحتى الآن، لا توجد مخططات رسمية تحل محل قفل المفسر العالمي. بدلاً من ذلك، يوصّى باستخدام عمليات متعددة تتواصل مع بعضها البعض بدلاً من تعدد الخيوط الحاسوبية.
في التنفيذات المنتشرة، تكون سرعة التنفيذ أبطأ من سرعة العديد من اللغات المجمّعة وتستنزف الذاكرة أكثر، ولكن سرعتها مشابهة لبيرل، بي اتش بي،  دارت ، وروبي. ويرجع ذلك غالبا إلى مبدأ بايثون «وضوح الكود له الأسبقية على السرعة». تنصح بعض المواقع مثل دونالد نث وتوني هورار بعدم التحسين المبكر، لذا ظهرت مشاكل في السرعة لا يمكن حلها عن طريق تحسين كود بايثون،  عوضا من ذلك تستخدم مجمعات (أو محولات) آنية مثل باي باي أو يستعان بدوال حساسة للوقت في اللغات منخفضة المستوى مثل سي أو كايثون.

### باللغات الأجنبية
1. ↑  وصلة مرجع: https://www.python.org/doc/essays/comparisons/. الوصول: 19 أغسطس 2016.
2. ↑  وصلة مرجع: http://www.oznetnerd.com/python-strong-dynamically-typed-language/. الوصول: 5 يوليو 2018.
3. ↑  وصلة مرجع: https://docs.python.org/3/howto/functional.html. الوصول: 19 أغسطس 2016.
4. ↑  وصلة مرجع: https://www.python.org/doc/essays/blurb/. الوصول: 19 أغسطس 2016.
5. 1 2  وصلة مرجع: https://docs.python.org/3/faq/general.html#what-is-python. الوصول: 12 سبتمبر 2017.
6. ↑  "PEP 483 -- The Theory of Type Hints". Python.org. مؤرشف من الأصل في 2020-06-14.
7. 1 2  "History and License - Python documentation". اطلع عليه بتاريخ 2016-08-19.
8. ↑  "History and License - Python documentation". اطلع عليه بتاريخ 2019-07-03.
9. ↑  "Download Python".
10. ↑  "History and License - Python documentation".
11. 1 2 3  "Why was Python created in the first place?". General Python FAQ. Python Software Foundation. مؤرشف من الأصل في 2012-10-24. اطلع عليه بتاريخ 2007-03-22.
12. ↑  "Ada 83 Reference Manual (raise statement)". مؤرشف من الأصل في 2019-10-22.
13. ↑  Kuchling، Andrew M. (22 ديسمبر 2006). "Interview with Guido van Rossum (July 1998)". amk.ca. مؤرشف من الأصل في 1 مايو 2007. اطلع عليه بتاريخ 12 مارس 2012.
14. 1 2  "itertools — Functions creating iterators for efficient looping — Python 3.7.1 documentation". docs.python.org. مؤرشف من الأصل في 2020-06-14.
15. 1 2  van Rossum، Guido (1993). "An Introduction to Python for UNIX/C Programmers". Proceedings of the NLUUG Najaarsconferentie (Dutch UNIX Users Group). CiteSeerX:10.1.1.38.2023. even though the design of C is far from ideal, its influence on Python is considerable.
16. 1 2 3 4  "Classes". The Python Tutorial. Python Software Foundation. مؤرشف من الأصل في 2012-10-23. اطلع عليه بتاريخ 2012-02-20. It is a mixture of the class mechanisms found in C++ and Modula-3
17. ↑  Lundh، Fredrik. "Call By Object". effbot.org. مؤرشف من الأصل في 2019-11-23. اطلع عليه بتاريخ 2017-11-21. replace "CLU" with "Python", "record" with "instance", and "procedure" with "function or method", and you get a pretty accurate description of Python's object model.
18. ↑  Simionato، Michele. "The Python 2.3 Method Resolution Order". Python Software Foundation. مؤرشف من الأصل في 2020-06-05. The C3 method itself has nothing to do with Python, since it was invented by people working on Dylan and it is described in a paper intended for lispers
19. ↑  Kuchling، A. M. "Functional Programming HOWTO". Python v2.7.2 documentation. Python Software Foundation. مؤرشف من الأصل في 2012-10-24. اطلع عليه بتاريخ 2012-02-09.
20. 1 2  Schemenauer، Neil؛ Peters، Tim؛ Hetland، Magnus Lie (18 مايو 2001). "PEP 255 – Simple Generators". Python Enhancement Proposals. Python Software Foundation. مؤرشف من الأصل في 2020-06-05. اطلع عليه بتاريخ 2012-02-09.
21. 1 2  Smith، Kevin D.؛ Jewett، Jim J.؛ Montanaro، Skip؛ Baxter، Anthony (2 سبتمبر 2004). "PEP 318 – Decorators for Functions and Methods". Python Enhancement Proposals. Python Software Foundation. مؤرشف من الأصل في 2020-06-03. اطلع عليه بتاريخ 2012-02-24.
22. 1 2  "More Control Flow Tools". Python 3 documentation. Python Software Foundation. مؤرشف من الأصل في 2016-06-04. اطلع عليه بتاريخ 2015-07-24.
23. ↑  "CoffeeScript". coffeescript.org. مؤرشف من الأصل في 2020-06-12.
24. ↑  "The Genie Programming Language Tutorial". مؤرشف من الأصل في 2020-06-01. اطلع عليه بتاريخ 2020-02-28.
25. ↑  "Perl and Python influences in JavaScript". www.2ality.com. 24 فبراير 2013. مؤرشف من الأصل في 2020-06-01. اطلع عليه بتاريخ 2015-05-15.
26. ↑  Rauschmayer، Axel. "Chapter 3: The Nature of JavaScript; Influences". O'Reilly، Speaking JavaScript. مؤرشف من الأصل في 2019-09-11. اطلع عليه بتاريخ 2015-05-15.
27. ↑  "Why We Created Julia". Julia website. فبراير 2012. مؤرشف من الأصل في 2020-05-02. اطلع عليه بتاريخ 2014-06-05. We want something as usable for general programming as Python [...]
28. ↑  Ring Team (4 ديسمبر 2017). "Ring and other languages". ring-lang.net. ring-lang. مؤرشف من الأصل في 2019-02-02.
29. ↑  Bini، Ola (2007). Practical JRuby on Rails Web 2.0 Projects: bringing Ruby on Rails to the Java platform. Berkeley: APress. ص. 3. ISBN:978-1-59059-881-8. مؤرشف من الأصل في 2020-06-03.
30. ↑  Lattner، Chris (3 يونيو 2014). "Chris Lattner's Homepage". Chris Lattner. مؤرشف من الأصل في 2020-06-09. اطلع عليه بتاريخ 2014-06-03. The Swift language is the product of tireless effort from a team of language experts، documentation gurus، compiler optimization ninjas، and an incredibly important internal dogfooding group who provided feedback to help refine and battle-test ideas. Of course، it also greatly benefited from the experiences hard-won by many other languages in the field، drawing ideas from Objective-C، Rust، Haskell، Ruby، Python، C#، CLU، and far too many others to list.
31. ↑  وصلة مرجع: https://api.github.com/repos/python/cpython. الوصول: 29 يوليو 2018.
32. ↑  Kuhlman، Dave. "A Python Book: Beginning Python, Advanced Python, and Python Exercises". Section 1.1. مؤرشف من الأصل (PDF) في 23 يونيو 2012.
33. 1 2 3  Venners، Bill (13 يناير 2003). "The Making of Python". Artima Developer. Artima. مؤرشف من الأصل في 2019-04-27. اطلع عليه بتاريخ 2007-03-22.
34. ↑  "About Python". Python Software Foundation. مؤرشف من الأصل في 2023-05-08. اطلع عليه بتاريخ 2012-04-24., second section "Fans of Python use the phrase "batteries included" to describe the standard library, which covers everything from asynchronous processing to zip files."
35. 1 2  "Whetting Your Appetite". The Python Tutorial. Python Software Foundation. مؤرشف من الأصل في 2012-10-26. اطلع عليه بتاريخ 2012-02-20.
36. ↑  "In Python, should I use else after a return in an if block?". ستاك أوفرفلو. Stack Exchange. 17 فبراير 2011. مؤرشف من الأصل في 2019-06-20. اطلع عليه بتاريخ 2011-05-06.
37. ↑  Lutz, Mark (2009). Learning Python: Powerful Object-Oriented Programming (بالإنجليزية). O'Reilly Media, Inc. p. 17. ISBN:9781449379322. Archived from the original on 2020-06-15.
38. ↑  Fehily, Chris (2002). Python (بالإنجليزية). Peachpit Press. p. xv. ISBN:9780201748840. Archived from the original on 2012-01-14.
39. ↑  van Rossum، Guido (29 أغسطس 2000). "SETL (was: Lukewarm about range literals)" (Mailing list). مؤرشف من الأصل في 2018-07-14. اطلع عليه بتاريخ 2011-03-13.
40. ↑  van Rossum، Guido (20 يناير 2009). "A Brief Timeline of Python". The History of Python. مؤرشف من الأصل في 2020-06-05. اطلع عليه بتاريخ 2009-01-20.
41. ↑  Fairchild، Carlie (12 يوليو 2018). "Guido van Rossum Stepping Down from Role as Python's Benevolent Dictator For Life". Linux Journal. مؤرشف من الأصل في 2020-06-11. اطلع عليه بتاريخ 2018-07-13.
42. ↑  "Guido van Rossum Stepping Down from Role as Python's Benevolent Dictator For Life | Linux Journal". www.linuxjournal.com (بالإنجليزية). Archived from the original on 2020-06-11.
43. ↑  "Python boss Guido van Rossum steps down after 30 years". The Inquirer (بالإنجليزية). Archived from the original on 2019-12-19.
44. ↑  "PEP 8100". python. Python Software Foundation. مؤرشف من الأصل في 2020-06-04. اطلع عليه بتاريخ 2019-05-04.
45. ↑  Kuchling، A. M.؛ Zadka، Moshe (16 أكتوبر 2000). "What's New in Python 2.0". Python Software Foundation. مؤرشف من الأصل في 2012-10-23. اطلع عليه بتاريخ 2012-02-11.
46. ↑  "Python 3.0 Release". Python Software Foundation. مؤرشف من الأصل في 2020-06-14. اطلع عليه بتاريخ 2009-07-08.
47. ↑  van Rossum، Guido (5 أبريل 2006). "PEP 3000 – Python 3000". Python Enhancement Proposals. Python Software Foundation. مؤرشف من الأصل في 2016-03-03. اطلع عليه بتاريخ 2009-06-27.
48. ↑  "Automated Python 2 to 3 code translation — Python Documentation". مؤرشف من الأصل في 2020-06-04. اطلع عليه بتاريخ 2018-02-11.
49. ↑  "PEP 373 -- Python 2.7 Release Schedule". python.org. مؤرشف من الأصل في 2020-05-19. اطلع عليه بتاريخ 2017-01-09.
50. ↑  "PEP 466 -- Network Security Enhancements for Python 2.7.x". python.org. مؤرشف من الأصل في 2020-06-04. اطلع عليه بتاريخ 2017-01-09.
51. ↑  "PEP 8100". Python Software Foundation. مؤرشف من الأصل في 2020-06-04. اطلع عليه بتاريخ 2019-05-04.
52. 1 2  The Cain Gang Ltd. "Python Metaclasses: Who? Why? When?" (PDF). مؤرشف من الأصل (PDF) في 30 مايو 2009. اطلع عليه بتاريخ 27 يونيو 2009.
53. ↑  "3.3. Special method names". The Python Language Reference. Python Software Foundation. مؤرشف من الأصل في 2018-12-15. اطلع عليه بتاريخ 2009-06-27.
54. ↑  "PyDBC: method preconditions, method postconditions and class invariants for Python". مؤرشف من الأصل في 2019-11-23. اطلع عليه بتاريخ 2011-09-24.
55. ↑  "Contracts for Python". مؤرشف من الأصل في 2020-06-15. اطلع عليه بتاريخ 2011-09-24.
56. ↑  "PyDatalog". مؤرشف من الأصل في 2020-06-13. اطلع عليه بتاريخ 2012-07-22.
57. 1 2  Hettinger، Raymond (30 يناير 2002). "PEP 289 – Generator Expressions". Python Enhancement Proposals. Python Software Foundation. مؤرشف من الأصل في 2020-06-14. اطلع عليه بتاريخ 2012-02-19.
58. ↑  "6.5 itertools – Functions creating iterators for efficient looping". Docs.python.org. مؤرشف من الأصل في 2020-06-14. اطلع عليه بتاريخ 2016-11-22.
59. 1 2  Peters، Tim (19 أغسطس 2004). "PEP 20 – The Zen of Python". Python Enhancement Proposals. Python Software Foundation. مؤرشف من الأصل في 2020-06-03. اطلع عليه بتاريخ 2008-11-24.
60. ↑  Martelli، Alex؛ Ravenscroft، Anna؛ Ascher، David (2005). Python Cookbook, 2nd Edition. أوريلي ميديا. ص. 230. ISBN:978-0-596-00797-3. مؤرشف من الأصل في 2019-11-25.
61. ↑  https://gdevelop-app.com/ نسخة محفوظة 2020-06-16 على موقع واي باك مشين.
62. 1 2  Google Code Archive - Long-term storage for Google Code Project Hosting نسخة محفوظة 19 مايو 2015 على موقع واي باك مشين.
63. ↑  "Ebeab.com". ebeab.com. مؤرشف من الأصل في 2020-06-05.
64. ↑  "General Python FAQ". Python v2.7.3 documentation. Docs.python.org. مؤرشف من الأصل في 2020-05-09. اطلع عليه بتاريخ 2012-12-03.
65. ↑  "15 Ways Python Is a Powerful Force on the Web". مؤرشف من الأصل في 2019-05-11.
66. ↑  "8.18. pprint — Data pretty printer — Python 2.7.18rc1 documentation". docs.python.org. مؤرشف من الأصل في 2020-06-03.
67. ↑  "Is Python a good language for beginning programmers?". General Python FAQ. Python Software Foundation. مؤرشف من الأصل في 2012-10-24. اطلع عليه بتاريخ 2007-03-21.
68. ↑  "Myths about indentation in Python". Secnetix.de. مؤرشف من الأصل في 2018-02-18. اطلع عليه بتاريخ 2011-04-19.
69. ↑  "Python 2.5 Release". Python.org. مؤرشف من الأصل في 2019-08-04.
70. ↑  "Highlights: Python 2.5". Python.org. مؤرشف من الأصل في 2019-08-04.
71. ↑  van Rossum، Guido (22 أبريل 2009). "Tail Recursion Elimination". Neopythonic.blogspot.be. مؤرشف من الأصل في 2018-05-19. اطلع عليه بتاريخ 2012-12-03.
72. ↑  van Rossum، Guido (9 فبراير 2006). "Language Design Is Not Just Solving Puzzles". Artima forums. Artima. مؤرشف من الأصل في 2020-01-17. اطلع عليه بتاريخ 2007-03-21.
73. ↑  van Rossum، Guido؛ Eby، Phillip J. (10 مايو 2005). "PEP 342 – Coroutines via Enhanced Generators". Python Enhancement Proposals. Python Software Foundation. مؤرشف من الأصل في 2020-05-29. اطلع عليه بتاريخ 2012-02-19.
74. ↑  "PEP 380". Python.org. مؤرشف من الأصل في 2020-06-04. اطلع عليه بتاريخ 2012-12-03.
75. ↑  "division". python.org. مؤرشف من الأصل في 2020-07-02.
76. ↑  "PEP 0465 -- A dedicated infix operator for matrix multiplication". python.org. مؤرشف من الأصل في 2020-06-04. اطلع عليه بتاريخ 2016-01-01.
77. ↑  "Python 3.5.1 Release and Changelog". python.org. مؤرشف من الأصل في 2020-05-14. اطلع عليه بتاريخ 2016-01-01.
78. ↑  "What's New In Python 3.8". مؤرشف من الأصل في 2020-06-08. اطلع عليه بتاريخ 2019-10-14.
79. ↑  "Chapter 15. Expressions - 15.21.1. Numerical Equality Operators == and !=". أوراكل. مؤرشف من الأصل في 2020-06-07. اطلع عليه بتاريخ 2016-08-28.
80. ↑  "Chapter 15. Expressions - 15.21.3. Reference Equality Operators == and !=". Oracle Corporation. مؤرشف من الأصل في 2020-06-07. اطلع عليه بتاريخ 2016-08-28.
81. ↑  van Rossum، Guido؛ Hettinger، Raymond (7 فبراير 2003). "PEP 308 – Conditional Expressions". Python Enhancement Proposals. Python Software Foundation. مؤرشف من الأصل في 2020-06-04. اطلع عليه بتاريخ 2011-07-13.
82. ↑  "4. Built-in Types — Python 3.6.3rc1 documentation". python.org. مؤرشف من الأصل في 2020-06-14. اطلع عليه بتاريخ 2017-10-01.
83. ↑  "5.3. Tuples and Sequences — Python 3.7.1rc2 documentation". python.org. مؤرشف من الأصل في 2020-06-10. اطلع عليه بتاريخ 2018-10-17.
84. ↑  "PEP 498 -- Literal String Interpolation". python.org. مؤرشف من الأصل في 2020-06-15. اطلع عليه بتاريخ 2017-03-08.
85. ↑  "Why must 'self' be used explicitly in method definitions and calls?". Design and History FAQ. Python Software Foundation. مؤرشف من الأصل في 2012-10-24. اطلع عليه بتاريخ 2012-02-19.
86. ↑  "The Python Language Reference, section 3.3. New-style and classic classes, for release 2.7.1". مؤرشف من الأصل في 2012-10-26. اطلع عليه بتاريخ 2011-01-12.
87. ↑  "Type hinting for Python". LWN.net. 24 ديسمبر 2014. مؤرشف من الأصل في 2019-06-20. اطلع عليه بتاريخ 2015-05-05.
88. ↑  "mypy - Optional Static Typing for Python". مؤرشف من الأصل في 2020-06-06. اطلع عليه بتاريخ 2017-01-28.
89. ↑  "15. Floating Point Arithmetic: Issues and Limitations — Python 3.8.3 documentation". docs.python.org. مؤرشف من الأصل في 2020-06-06. اطلع عليه بتاريخ 2020-06-06. almost all platforms map Python floats to IEEE-754 double precision
90. ↑  Zadka، Moshe؛ van Rossum، Guido (11 مارس 2001). "PEP 237 – Unifying Long Integers and Integers". Python Enhancement Proposals. Python Software Foundation. مؤرشف من الأصل في 2020-05-28. اطلع عليه بتاريخ 2011-09-24.
91. ↑  "Built-in Types". مؤرشف من الأصل في 2020-06-14. اطلع عليه بتاريخ 2019-10-03.
92. ↑  "PEP 465 -- A dedicated infix operator for matrix multiplication". python.org. مؤرشف من الأصل في 2020-05-29.
93. 1 2  Zadka، Moshe؛ van Rossum، Guido (11 مارس 2001). "PEP 238 – Changing the Division Operator". Python Enhancement Proposals. Python Software Foundation. مؤرشف من الأصل في 2020-05-28. اطلع عليه بتاريخ 2013-10-23.
94. ↑  "Why Python's Integer Division Floors". مؤرشف من الأصل في 2020-06-05. اطلع عليه بتاريخ 2010-08-25.
95. ↑  "round"، The Python standard library, release 3.2, §2: Built-in functions، مؤرشف من الأصل في 2012-10-25، اطلع عليه بتاريخ 2011-08-14
96. ↑  "round"، The Python standard library, release 2.7, §2: Built-in functions، مؤرشف من الأصل في 2012-10-27، اطلع عليه بتاريخ 2011-08-14
97. ↑  Beazley، David M. (2009). Python Essential Reference (ط. 4th). ص. 66. مؤرشف من الأصل في 2020-06-14.
98. ↑  Kernighan، Brian W.؛ Ritchie، Dennis M. (1988). The C Programming Language (ط. 2nd). ص. 206.
99. ↑  Batista، Facundo. "PEP 0327 -- Decimal Data Type". Python.org. مؤرشف من الأصل في 2020-06-04. اطلع عليه بتاريخ 2015-09-26.
100. ↑  "What's New in Python 2.6 — Python v2.6.9 documentation". docs.python.org. مؤرشف من الأصل في 2019-12-23. اطلع عليه بتاريخ 2015-09-26.
101. ↑  "10 Reasons Python Rocks for Research (And a Few Reasons it Doesn't) — Hoyt Koepke". www.stat.washington.edu. مؤرشف من الأصل في 2020-05-31. اطلع عليه بتاريخ 2019-02-03.
102. ↑  Shell، Scott (17 يونيو 2014). "An introduction to Python for scientific computing" (PDF). مؤرشف من الأصل (PDF) في 2019-02-04. اطلع عليه بتاريخ 2019-02-03.
103. ↑  PEP 8 - Style Guide for Python Code | Python.org نسخة محفوظة 3 يوليو 2020 على موقع واي باك مشين.
104. ↑  Kim Barrett؛ Bob Cassels؛ Paul Haahr؛ David A. Moon؛ Keith Playford؛ P. Tucker Withington. A monotonic superclass linearization for Dylan. ج. 31. ص. 69–82. DOI:10.1145/236337.236343. مؤرشف من الأصل في 2016-04-29. {{استشهاد بكتاب}}: تجاهل المحلل الوسيط |année= لأنه غير معروف، ويقترح استخدام |date= (مساعدة)، تجاهل المحلل الوسيط |mois= لأنه غير معروف، ويقترح استخدام |date= (مساعدة)، وتجاهل المحلل الوسيط |périodique= لأنه غير معروف، ويقترح استخدام |publisher= (مساعدة)
105. ↑  The Python 2.3 Method Resolution Order نسخة محفوظة 5 يونيو 2020 على موقع واي باك مشين.
106. ↑  Pmw - Python megawidgets نسخة محفوظة 2020-02-15 على موقع واي باك مشين.
107. ↑  Piotrowski، Przemyslaw (يوليو 2006). "Build a Rapid Web Development Environment for Python Server Pages and Oracle". Oracle Technology Network. Oracle. مؤرشف من الأصل في 2019-04-02. اطلع عليه بتاريخ 2012-03-12.
108. ↑  Batista، Facundo (17 أكتوبر 2003). "PEP 327 – Decimal Data Type". Python Enhancement Proposals. Python Software Foundation. مؤرشف من الأصل في 2020-06-04. اطلع عليه بتاريخ 2008-11-24.
109. ↑  Eby، Phillip J. (7 ديسمبر 2003). "PEP 333 – Python Web Server Gateway Interface v1.0". Python Enhancement Proposals. Python Software Foundation. مؤرشف من الأصل في 2020-06-14. اطلع عليه بتاريخ 2012-02-19.
110. ↑  Debill، Erik. "Module Counts". ModuleCounts. مؤرشف من الأصل في 2020-06-12. اطلع عليه بتاريخ 2019-11-05.
111. ↑  "Pillow — Pillow (PIL Fork) 7.1.2 documentation". pillow.readthedocs.io. مؤرشف من الأصل في 2020-06-04. اطلع عليه بتاريخ 2020-06-15.
112. ↑  "20+ Python Web Scraping Examples (Beautiful Soup & Selenium) - Like Geeks". likegeeks.com. 5 ديسمبر 2017. مؤرشف من الأصل في 2020-05-12. اطلع عليه بتاريخ 2018-03-12.
113. 1 2  Warsaw، Barry؛ Hylton، Jeremy؛ Goodger، David (13 يونيو 2000). "PEP 1 – PEP Purpose and Guidelines". Python Enhancement Proposals. Python Software Foundation. مؤرشف من الأصل في 2020-06-06. اطلع عليه بتاريخ 2011-04-19.
114. ↑  "PEP 8 -- Style Guide for Python Code". Python.org. مؤرشف من الأصل في 2020-06-24.
115. ↑  Cannon، Brett. "Guido, Some Guys, and a Mailing List: How Python is Developed". python.org. Python Software Foundation. مؤرشف من الأصل في 2009-06-01. اطلع عليه بتاريخ 2009-06-27.
116. ↑  "Python Developer's Guide". مؤرشف من الأصل في 2020-05-13.
117. ↑  Norwitz، Neal (8 أبريل 2002). "[Python-Dev] Release Schedules (was Stability & change)". مؤرشف من الأصل في 2018-12-15. اطلع عليه بتاريخ 2009-06-27.
118. ↑  Aahz؛ Baxter، Anthony (15 مارس 2001). "PEP 6 – Bug Fix Releases". Python Enhancement Proposals. Python Software Foundation. مؤرشف من الأصل في 2020-06-05. اطلع عليه بتاريخ 2009-06-27.
119. ↑  "What's New In Python 3.9". Python. مؤرشف من الأصل في 2020-05-13. اطلع عليه بتاريخ 2019-11-28.
120. ↑  "PEP 602 -- Annual Release Cycle for Python". Python.org (بالإنجليزية). Archived from the original on 2020-06-14. Retrieved 2019-11-06.
121. ↑  "PEP 596 -- Python 3.9 Release Schedule". Python.org (بالإنجليزية). Archived from the original on 2020-06-04. Retrieved 2019-11-06.
122. ↑  "Python Buildbot". Python Developer’s Guide. Python Software Foundation. مؤرشف من الأصل في 2020-06-05. اطلع عليه بتاريخ 2011-09-24.
123. ↑  Enthought، Canopy. "Canopy". www.enthought.com. مؤرشف من الأصل في 2017-07-15. اطلع عليه بتاريخ 2016-08-20.
124. ↑  van Rossum، Guido (5 يونيو 2001). "PEP 7 – Style Guide for C Code". Python Enhancement Proposals. Python Software Foundation. مؤرشف من الأصل في 2020-06-01. اطلع عليه بتاريخ 2008-11-24.
125. ↑  "CPython byte code". Docs.python.org. مؤرشف من الأصل في 2020-06-05. اطلع عليه بتاريخ 2016-02-16.
126. ↑  "Python 2.5 internals" (PDF). مؤرشف من الأصل (PDF) في 2012-08-06. اطلع عليه بتاريخ 2011-04-19.
127. ↑  "An Interview with Guido van Rossum". Oreilly.com. مؤرشف من الأصل في 2014-07-16. اطلع عليه بتاريخ 2008-11-24.
128. ↑  "PyPy compatibility". Pypy.org. مؤرشف من الأصل في 2020-06-06. اطلع عليه بتاريخ 2012-12-03.
129. ↑  "speed comparison between CPython and Pypy". Speed.pypy.org. مؤرشف من الأصل في 2020-06-01. اطلع عليه بتاريخ 2012-12-03.
130. ↑  Shaw، Anthony (30 مارس 2018). "Which is the fastest version of Python?". Hacker Noon. مؤرشف من الأصل في 2020-06-14. اطلع عليه بتاريخ 2019-12-20.
131. ↑  "Application-level Stackless features — PyPy 2.0.2 documentation". Doc.pypy.org. مؤرشف من الأصل في 2020-06-04. اطلع عليه بتاريخ 2013-07-17.
132. ↑  "Python-for-EV3". LEGO Education (بالإنجليزية). Archived from the original on 2020-06-07. Retrieved 2019-04-17.
133. ↑  "Plans for optimizing Python". Google Project Hosting. 15 ديسمبر 2009. مؤرشف من الأصل في 2016-04-11. اطلع عليه بتاريخ 2011-09-24.
134. ↑  "Python on the Nokia N900". Stochastic Geometry. 29 أبريل 2010. مؤرشف من الأصل في 2019-06-20.
135. ↑  "google/grumpy". 10 أبريل 2020. مؤرشف من الأصل في 2020-04-15 – عبر GitHub.
136. ↑  "Projects". opensource.google. مؤرشف من الأصل في 2020-04-24.
137. ↑  "Nuitka Home | Nuitka Home". nuitka.net (بالإنجليزية). Archived from the original on 2020-05-30. Retrieved 2017-08-18.
138. ↑  Borderies، Olivier (24 يناير 2019). "Pythran: Python at C++ speed !". Medium. مؤرشف من الأصل في 2020-03-25.
139. ↑  "Pythran — Pythran 0.9.5 documentation". pythran.readthedocs.io. مؤرشف من الأصل في 2020-02-19.
140. ↑  Murri، Riccardo (2013). "Performance of Python runtimes on a non-numeric scientific code". European Conference on Python in Science (EuroSciPy). arXiv:1404.6388. Bibcode:2014arXiv1404.6388M.
141. ↑  "The Computer Language Benchmarks Game". مؤرشف من الأصل في 2020-06-14. اطلع عليه بتاريخ 2020-04-30.
142. ↑  pydoc نسخة محفوظة 3 يونيو 2018 على موقع واي باك مشين.
143. ↑  Overview — Sphinx 4.0.0+ documentation نسخة محفوظة 3 يناير 2016 على موقع واي باك مشين.
144. ↑  blackberry-py على بيت باكيت نسخة محفوظة 23 مايو 2015 على موقع واي باك مشين.
145. ↑  BlackBerry-Tart Preview نسخة محفوظة 4 نوفمبر 2016 على موقع واي باك مشين.
146. ↑  "TIOBE Index". TIOBE - The Software Quality Company. مؤرشف من الأصل في 2020-06-14. اطلع عليه بتاريخ 2017-03-07.
147. ↑  TIOBE Software Index (2015). "TIOBE Programming Community Index Python". مؤرشف من الأصل في 2015-09-07. اطلع عليه بتاريخ 2015-09-10.
148. ↑  Prechelt، Lutz (14 مارس 2000). "An empirical comparison of C, C++, Java, Perl, Python, Rexx, and Tcl" (PDF). مؤرشف من الأصل (PDF) في 2020-01-03. اطلع عليه بتاريخ 2013-08-30.
149. ↑  "Quotes about Python". Python Software Foundation. مؤرشف من الأصل في 2020-06-03. اطلع عليه بتاريخ 2012-01-08.
150. ↑  "Organizations Using Python". Python Software Foundation. مؤرشف من الأصل في 2020-06-05. اطلع عليه بتاريخ 2009-01-15.
151. ↑  "Python : the holy grail of programming". CERN Bulletin. CERN Publications ع. 31/2006. 31 يوليو 2006. مؤرشف من الأصل في 2018-12-15. اطلع عليه بتاريخ 2012-02-11.
152. ↑  Shafer، Daniel G. (17 يناير 2003). "Python Streamlines Space Shuttle Mission Design". Python Software Foundation. مؤرشف من الأصل في 2020-06-05. اطلع عليه بتاريخ 2008-11-24.
153. ↑  "Tornado: Facebook's Real-Time Web Framework for Python - Facebook for Developers". Facebook for Developers (بالإنجليزية الأمريكية). Archived from the original on 2019-09-03. Retrieved 2018-06-19.
154. ↑  "What Powers Instagram: Hundreds of Instances, Dozens of Technologies". Instagram Engineering. مؤرشف من الأصل في 2020-06-15. اطلع عليه بتاريخ 2019-05-27.
155. ↑  "How we use Python at Spotify". Spotify Labs (بالإنجليزية الأمريكية). 20 Mar 2013. Archived from the original on 2020-06-10. Retrieved 2018-07-25.
156. ↑  Fortenberry، Tim (17 يناير 2003). "Industrial Light & Magic Runs on Python". Python Software Foundation. مؤرشف من الأصل في 2020-06-06. اطلع عليه بتاريخ 2012-02-11.
157. ↑  Taft، Darryl K. (5 مارس 2007). "Python Slithers into Systems". eWeek.com. Ziff Davis Holdings. مؤرشف من الأصل في 2023-05-22. اطلع عليه بتاريخ 2011-09-24.
158. ↑  GitHub - reddit-archive/reddit: historical code from reddit.com.، The Reddit Archives، 19 مارس 2019، مؤرشف من الأصل في 2020-06-01، اطلع عليه بتاريخ 2019-03-20
159. ↑  "Usage statistics and market share of Python for websites". 2012. مؤرشف من الأصل في 2023-05-22. اطلع عليه بتاريخ 2012-12-18.
160. ↑  Oliphant، Travis (2007). "Python for Scientific Computing". Computing in Science and Engineering. ج. 9 ع. 3: 10–20. Bibcode:2007CSE.....9c..10O. CiteSeerX:10.1.1.474.6460. DOI:10.1109/MCSE.2007.58. ISSN:1521-9615. مؤرشف من الأصل في 2020-06-15.
161. ↑  Millman، K. Jarrod؛ Aivazis، Michael (2011). "Python for Scientists and Engineers". Computing in Science and Engineering. ج. 13 ع. 2: 9–12. Bibcode:2011CSE....13b...9M. DOI:10.1109/MCSE.2011.36. مؤرشف من الأصل في 2019-02-19.
162. ↑  Science education with SageMath، Innovative Computing in Science Education، مؤرشف من الأصل في 2020-06-15، اطلع عليه بتاريخ 2019-04-22
163. ↑  "Installers for GIMP for Windows - Frequently Asked Questions". 26 يوليو 2013. مؤرشف من الأصل في 17 يوليو 2013. اطلع عليه بتاريخ 26 يوليو 2013.
164. ↑  "jasc psp9components". مؤرشف من الأصل في 2008-03-19.
165. ↑  "About getting started with writing geoprocessing scripts". ArcGIS Desktop Help 9.2. Environmental Systems Research Institute. 17 نوفمبر 2006. مؤرشف من الأصل في 2020-06-05. اطلع عليه بتاريخ 2012-02-11.
166. ↑  CCP porkbelly (24 أغسطس 2010). "Stackless Python 2.7". EVE Community Dev Blogs. سي سي بي جيمز  [لغات أخرى]‏. مؤرشف من الأصل في 2017-12-01. As you may know, EVE has at its core the programming language known as Stackless Python.{{استشهاد ويب}}:  صيانة الاستشهاد: علامات ترقيم زائدة (link)
167. ↑  Caudill، Barry (20 سبتمبر 2005). "Modding Sid Meier's Civilization IV". Sid Meier's Civilization IV Developer Blog. العاب فيراكسيس. مؤرشف من الأصل في 2 ديسمبر 2010. we created three levels of tools... The next level offers Python and XML support, letting modders with more experience manipulate the game world and everything in it.
168. ↑  "Python Language Guide (v1.0)". Google Documents List Data API v1.0. مؤرشف من الأصل في 15 يوليو 2010.
169. ↑  Dean، Jeff؛ Monga، Rajat؛ وآخرون (9 نوفمبر 2015). "TensorFlow: Large-scale machine learning on heterogeneous systems" (PDF). TensorFlow.org. Google Research. مؤرشف من الأصل (PDF) في 2020-04-19. اطلع عليه بتاريخ 2015-11-10.
170. ↑  Piatetsky، Gregory. "Python eats away at R: Top Software for Analytics, Data Science, Machine Learning in 2018: Trends and Analysis". KDnuggets. KDnuggets. مؤرشف من الأصل في 2020-06-09. اطلع عليه بتاريخ 2018-05-30.
171. ↑  "Who is using scikit-learn? — scikit-learn 0.20.1 documentation". scikit-learn.org. مؤرشف من الأصل في 2020-05-06.
172. ↑  Jouppi، Norm. "Google supercharges machine learning tasks with TPU custom chip". Google Cloud Platform Blog. مؤرشف من الأصل في 2018-10-05. اطلع عليه بتاريخ 2016-05-19.
173. ↑  "Natural Language Toolkit — NLTK 3.5b1 documentation". www.nltk.org. مؤرشف من الأصل في 2020-06-13.
174. ↑  "Python Setup and Usage". Python Software Foundation. مؤرشف من الأصل في 2020-06-17. اطلع عليه بتاريخ 2020-01-10.
175. ↑  "Immunity: Knowing You're Secure". مؤرشف من الأصل في 16 February 2009. اطلع عليه بتاريخ أغسطس 2020. {{استشهاد ويب}}: تحقق من التاريخ في: |تاريخ الوصول= (مساعدة)
176. ↑  "Core Security". Core Security. مؤرشف من الأصل في 2020-06-09.
177. ↑  pandas - Python Data Analysis Library نسخة محفوظة 7 يوليو 2020 على موقع واي باك مشين.
178. ↑  "What is Sugar?". Sugar Labs. مؤرشف من الأصل في 2009-01-09. اطلع عليه بتاريخ 2012-02-11.
179. ↑  "4.0 New Features and Fixes". LibreOffice.org. مؤسسة الوثيقة  [لغات أخرى]‏. 2013. مؤرشف من الأصل في 2014-02-09. اطلع عليه بتاريخ 2013-02-25.{{استشهاد ويب}}:  صيانة الاستشهاد: علامات ترقيم زائدة (link)
180. ↑  Zühlke، Karin. "Erstmals »Live on stage«: Farnell zeigt den Raspberry Pi Nachwuchs". مؤرشف من الأصل في 2019-07-03.
181. ↑  نزل المفسر حسب النظام الذي تعمل عليه نسخة محفوظة 17 أبريل 2018 على موقع واي باك مشين.
182. ↑  Goodger، David. "Code Like a Pythonista: Idiomatic Python". مؤرشف من الأصل في 2014-05-27. اطلع عليه بتاريخ 2009-03-24.
183. ↑  "How to think like a Pythonista". مؤرشف من الأصل في 2018-03-23.
184. 1 2  Foreword for «Programming Python» (1st ed.) نسخة محفوظة 14 يونيو 2020 على موقع واي باك مشين.
185. ↑  The Making of Python نسخة محفوظة 6 يونيو 2017 على موقع واي باك مشين.
186. ↑  Результаты одной из попыток сравнения نسخة محفوظة 2012-08-31 على موقع واي باك مشين.
187. ↑  "Gotchas for Python Users". boo.codehaus.org. Codehaus Foundation. مؤرشف من الأصل في 11 ديسمبر 2008. اطلع عليه بتاريخ 24 نوفمبر 2008.
188. ↑  Esterbrook، Charles. "Acknowledgements". cobra-language.com. Cobra Language. مؤرشف من الأصل في 2019-10-20. اطلع عليه بتاريخ 2010-04-07.
189. ↑  "Proposals: iterators and generators [ES4 Wiki]". wiki.ecmascript.org. مؤرشف من الأصل في 2007-10-20. اطلع عليه بتاريخ 2008-11-24.
190. ↑  "FAQ: What is GDScript and why should I use it?". مؤرشف من الأصل في 2020-05-19.
191. ↑  Kincaid، Jason (10 نوفمبر 2009). "Google's Go: A New Programming Language That's Python Meets C++". TechCrunch. مؤرشف من الأصل في 2020-06-05. اطلع عليه بتاريخ 2010-01-29.
192. ↑  Strachan، James (29 أغسطس 2003). "Groovy – the birth of a new dynamic language for the Java platform". مؤرشف من الأصل في 2007-04-05. اطلع عليه بتاريخ 2007-06-11.
193. ↑  "Why We Created Julia". Julia website. فبراير 2012. مؤرشف من الأصل في 2020-05-02. اطلع عليه بتاريخ 2014-06-05. We want something as usable for general programming as Python [...]
194. ↑  Yegulalp، Serdar (16 يناير 2017). "Nim language draws from best of Python, Rust, Go, and Lisp". InfoWorld. مؤرشف من الأصل في 2018-10-13. Nim's syntax is strongly reminiscent of Python's, as it uses indented code blocks and some of the same syntax (such as the way if/elif/then/else blocks are constructed).
195. ↑  "An Interview with the Creator of Ruby". Linuxdevcenter.com. مؤرشف من الأصل في 2018-04-28. اطلع عليه بتاريخ 2012-12-03.
196. ↑  Lattner، Chris (3 يونيو 2014). "Chris Lattner's Homepage". Chris Lattner. مؤرشف من الأصل في 2019-12-23. اطلع عليه بتاريخ 2014-06-03. I started work on the Swift Programming Language in July of 2010. I implemented much of the basic language structure, with only a few people knowing of its existence. A few other (amazing) people started contributing in earnest late in 2011, and it became a major focus for the Apple Developer Tools group in July 2013 [...] drawing ideas from Objective-C, Rust, Haskell, Ruby, Python, C#, CLU, and far too many others to list.
197. ↑  Kupries، Andreas؛ Fellows، Donal K. (14 سبتمبر 2000). "TIP #3: TIP Format". tcl.tk. Tcl Developer Xchange. مؤرشف من الأصل في 2017-07-13. اطلع عليه بتاريخ 2008-11-24.
198. ↑  Gustafsson، Per؛ Niskanen، Raimo (29 يناير 2007). "EEP 1: EEP Purpose and Guidelines". erlang.org. مؤرشف من الأصل في 2020-06-15. اطلع عليه بتاريخ 2011-04-19.
199. ↑  "Swift Evolution Process". Swift Programming Language Evolution repository on GitHub. 18 فبراير 2020. مؤرشف من الأصل في 2020-04-27. اطلع عليه بتاريخ 2020-04-27.
200. ↑  "writing warts". مؤرشف من الأصل في 17 فبراير 2020. اطلع عليه بتاريخ أكتوبر 2020. {{استشهاد ويب}}: تحقق من التاريخ في: |تاريخ الوصول= (مساعدة)
201. ↑  Guido van Rossum: Why explicit self has to stay نسخة محفوظة 25 ديسمبر 2019 على موقع واي باك مشين.
202. ↑  "PEP 3135 -- New Super". Python.org. مؤرشف من الأصل في 2020-06-19.
203. ↑  Rainer Fischbach: Wie Python arbeitet – Beschränkung aufs Wesentliche, heise.de, November 1999, abgerufen am 3. März 2017 نسخة محفوظة 16 نوفمبر 2018 على موقع واي باك مشين.
204. ↑  "Library and Extension FAQ — Python 3.7.0 documentation". Python.org. مؤرشف من الأصل في 2010-05-22.
205. ↑  Rossum، Guido van van. "It isn't Easy to Remove the GIL". Artima.com. مؤرشف من الأصل في 2019-06-06.
206. ↑  "Python–C". مؤرشف من الأصل في 2015-12-26. اطلع عليه بتاريخ 2015-12-25. {{استشهاد ويب}}: تجاهل المحلل الوسيط |offline= لأنه غير معروف، ويقترح استخدام |url-status= (مساعدة)
207. ↑  "Python–Perl". مؤرشف من الأصل في 2015-12-26. اطلع عليه بتاريخ 2015-12-25. {{استشهاد ويب}}: تجاهل المحلل الوسيط |offline= لأنه غير معروف، ويقترح استخدام |url-status= (مساعدة)
208. ↑  "Benchmark-Vergleich Python–PHP". مؤرشف من الأصل في 2015-12-26. اطلع عليه بتاريخ 2015-12-25. {{استشهاد ويب}}: تجاهل المحلل الوسيط |offline= لأنه غير معروف، ويقترح استخدام |url-status= (مساعدة)
209. ↑  "Benchmark-Vergleich Python–Dart". مؤرشف من الأصل في 2015-12-26. اطلع عليه بتاريخ 2015-12-25. {{استشهاد ويب}}: تجاهل المحلل الوسيط |offline= لأنه غير معروف، ويقترح استخدام |url-status= (مساعدة)
210. ↑  "Benchmark-Vergleich Python–Ruby". مؤرشف من الأصل في 2015-12-26. اطلع عليه بتاريخ 2015-12-25.
211. ↑  "Python Culture". 23 ديسمبر 2009. مؤرشف من الأصل في 2020-04-18.
212. ↑  "Python Patterns – An Optimization Anecdote". Python.org. مؤرشف من الأصل في 2020-05-14.

### باللغة العربية
1. 1 2 3 4 5 6 7 8  "المرجع الشامل إلى تعلم لغة بايثون-أكادمية حسوب". مؤرشف من الأصل في 2020-07-03.
2. 1 2 3 4 5 6  
"الباحثون السوريون/بايثون". مؤرشف من الأصل في 2020-07-03.
3. ↑  
"كيفية ترحيل شيفرة بايثون 2 إلى 3/أكادمية حسوب". مؤرشف من الأصل في 2020-07-05.
4. 1 2  "معلومات حول بايثون في موقع كميوتر ود". computer.wd. مؤرشف من الأصل في 2020-07-03.
5. ↑  
"كيفية إنشاء حلقات التكرار for". مؤرشف من الأصل في 2020-07-04.
6. ↑  ا
"بديهيات بايثون على موقع أعجوبة". مؤرشف من الأصل في 2020-07-03.
7. ↑  
"كيفية إجراء عملية حسابية ببايثون/أكادمية حسوب". مؤرشف من الأصل في 2020-07-03.
8. ↑  
"وراثة الأصناف في بايثون/أكادمية حسوب". مؤرشف من الأصل في 2020-07-06.
9. ↑  
"كيفية تكتب أول برنامج لك في بايثون/أكادمية حسوب". مؤرشف من الأصل في 2020-07-03.
10. ↑  
"كيفية استخدام بوتل/أكادمية حسوب". مؤرشف من الأصل في 2020-07-04.
11. ↑  "استخدامات بايثون على موقع المطور". motwr.com. مؤرشف من الأصل في 2018-07-14.